# داگلاس نورث
داگلاس سیسیل نورث (به انگلیسی: Douglass Cecil North) (زاده ۵ نوامبر ۱۹۲۰ – درگذشته ۲۳ نوامبر ۲۰۱۵) اقتصاددان اهل ایالات متحده آمریکا بود. زمینه اصلی مطالعات و تحقیقات او تاریخ اقتصادی (تاریخ‌نگاری) بوده است؛ نورث از پیشگامان تاریخ‌نگاران اقتصادی و اقتصاددانانی است که  تاریخ اقتصادی جدید (تاریخ‌سنجی) را ابداع و فعالیت‌هایشان را در این حوزه متمرکز کردند. او برای پاسخ دادن به سوالاتی که هنگام تاریخ‌سنجی برایش مطرح می‌شد، به دنبال مدلی کارا می‌گشت. نورث در نتیجه این جست‌وجو در کنار برخی اقتصاددانان دیگر اقتصاد نهادگرایی جدید را بنیان نهاد.
او جایزهٔ نوبل اقتصاد را (به همراه روبرت ویلیام فوگل) در ۱۹۹۳ دریافت کرد. جایزهٔ نوبل به نورث و فوگل برای اینکه «تحقیق در تاریخ اقتصادی را با به‌کارگیری تئوری اقتصادی و روش‌های کمی، به منظور توضیح تغییرات اقتصادی و نهادی، بازسازی کردند» اهدا شد.
دو سال قبل‌ترش اولین تاریخ‌نگار اقتصادی بود که توانست جایزه جان آر کامونز را بگیرد. و سه سال بعدترش در اکتبر ۱۹۹۶ نخستین استادی لقب گرفت که موفق شد Spencer T. Olin Professor بالاترین کرسی استادی دانشگاه واشینگتن در سن‌لوئیس را به‌دست‌آورد. و…
زندگی علمی بیش از نیم قرنی او می‌تواند در چند کلمه خلاصه شود: «کاوش»، «جست‌وجو»، «کندوکاو» و… که حاصل بی‌تابی و دغدغه و سؤالی عمیق بود که در پس چند سال تردید و مطالعه وسط جنگ جهانی دوم در وجودش جوانه زد؛ وقتی نورثِ بیست و اندی ساله مردد بود چه رشته‌ای را برای تحصیلات تکمیلی ادامه دهد و اقتصاد را برگزید. خودش این دغدغه را چنین بیان می‌کند:
من با قصدی کاملاً مشخص به دانشکده تحصیلات تکمیلی برگشتم؛ آنچه می‌خواستم در زندگی‌ام انجام دهم این بود که جوامع را بهبود ببخشم و راه آن این بود که بفهمم چه عواملی باعث موفقیت یا شکست نظام‌های اقتصادی بوده‌است؟ معتقد بودم به محض اینکه به درکی از عامل تعیین‌کننده نحوه عملکرد نظام‌های اقتصادی در طول زمان برسیم می‌توانیم به بهبودبخشی عملکرد آن‌ها بپردازیم.
به جرات می‌توان گفت بیش از نیم قرن پژوهش‌های او، تلاش برای یافتن پاسخی به این سؤال کلیدی بود؛ تمام پروژه‌های علمی و دستاوردهای فکری‌اش را می‌توان قطعاتی برای حل این پازل و معمای پیچیده و شگرف دانست؛ و شاید بیش از هر کسی نورثِ نود و اندی ساله به طولانی و صعب‌العبور بودن این مسیر آگاه باشد، آن‌چنان‌که جان والیس استاد دانشگاه مریلند، دانشجوی سابق و از مهم‌ترین همکارانش، می‌نویسد:
او عمیقاً می‌فهمید که ما در این باره که جوامع واقعاً چگونه کار می‌کنند چقدر اندک می‌دانیم و به عنوان افراد و دانشمندان اجتماعی آنچه را می‌بینیم و تجربه می‌کنیم از طریق اندیشه‌ها، نظریه‌ها، تاریخ‌ها و چهارچوب‌هایی که ما برای خودمان می‌سازیم تفسیر و توجیه می‌کنیم.

چنین فهم و درکی نه تنها به او علاقه‌ای مادام‌العمر به شناخت داد بلکه محرکی برای توانایی مداوم وی نیز شده بود که هر آنچه را او و ما باور داریم زیر سؤال ببرد. هر چهار پیشبرد اصلی نورث از آنجا به دست آمدند که او در آنچه ما درک نمی‌کردیم غور و تفحص کرد، پرسش‌های مهم بدیهی که ما برای آن‌ها هیچ پاسخی نداشتیم. حس خطانرفته وی به اینکه بهترین پرسش بعدی چیست که باید پرسیده شود از آگاهی وی دربارهٔ نادانی جمعی ما برمی‌خاست. اعتراف به ندانستن و تمایل به تأیید این ندانستن از آن نوع ویژگی‌های شخصی هستند که به ندرت در سطح کسانی مانند داگلاس نورث با دستاوردهای فکری که داشتند دیده می‌شود. همه ما از این ترکیب یگانه و بی‌نظیر اعتماد به نفس و فروتنی نورث منتفع شده‌ایم.

## زندگی‌نامه

### تولد و خانواده
داگلاس سیسیل نورث در ۵ نوامبر ۱۹۲۰ م (۱۴ آبان ۱۲۹۹ ه.ش) در کمبریج از ایالت ماساچوست متولد شد. در آن سال پدرش در شهری حومه‌ای نزدیک به کمبریج سمت مدیریت در شرکت بیمه عمر مترو پالیتن را به عهده داشت. در سال‌های بعد به علت تغییر شغل پدر، خانواده نورث چند بار تغییر مکان دادند؛ در ابتدا به کانکتیکات و بعد از آنکه پدرش ریاست شرکت مترو پالیتن در کانادا را بر عهده گرفت به اتاوا رفتند. آن‌ها در اروپا هم زندگی کردند. برادر و خواهر نورث از او بزرگ‌تر هستند و پیش از اینکه پدرشان از جنگ جهانی اول برگردد به دنیا آمدند.
زندگی خانوادگی او چندان علمی نبود؛ پدرش هنگامی که به عنوان پادو در شرکت بیمه عمر مترو پالیتن کارش را شروع کرد، حتی دوره دبیرستان را تمام نکرده بود؛ و مادرش نیز به احتمال قوی دبیرستان را به پایان نرسانده بود، با این حال شخصی پرهیجان و باهوش بود و فکری کنجکاو داشت و در رشد فکری نورث نقش مهمی بازی کرد. عمه و عموی نورث نیز تأثیر زیادی بر او داشتند؛ آن‌ها او را با موسیقی کلاسیک آشنا ساختند. عمه‌اش آدلاید نورث در بزرگسالی نیز شخصیت ویژه ای در زندگی او است.

### تحصیلات مقدماتی و اولین علاقه جدی
نورث در سال‌های ۱۹۲۹ تا ۱۹۳۰ به مدرسه ای در لیسه ژاکارد در ایالت لاوسان سوئیس رفت. دوره ابتدایی را در اتاوا و سپس دوره راهنمایی را در مدرسه‌ای خصوصی در همان شهر (en:Ashbury College) گذراند.
خانواده‌اش در سال ۱۹۳۳ به ایالات متحده برگشتند و نورث به مدارس خصوصی در نیویورک سیتی و لانگ آیلند رفت، و سپس دبیرستان را در چوت اسکول (en:Choate Rosemary Hall) در والینگفورد از ایالت کانکتیکات به پایان رساند.
در آنجا به عکاسی بسیار علاقه‌مند شد؛ خود با ارزش‌ترین رویداد در زندگی اولیه‌اش را پیروزی در کسب اولین، سومین، چهارمین، و هفتمین جایزه رقابت‌های بین‌المللی دبیرستانی و دانشگاهی در عکاسی می‌داند.

### ورود به دانشگاه، فعالیت‌های دانشجویی و فارغ‌التحصیلی در مقطع کارشناسی
او در دانشگاه هاروارد پذیرفته شد اما در همان سال، ریاست دفتر شرکت بیمه عمر مترو پالیتن در ساحل غربی به پدرش پیشنهاد شد، و به همین علت خانواده به سانفرانسیسکو نقل مکان کردند. از آنجا که او نمی‌خواست از خانه خیلی دور باشد تصمیم گرفت به جای هاروارد، در دانشگاه کالیفرنیا در برکلی تحصیل کند.
این دوران، زندگی او را به کل دگرگون ساخت، حالا او به مارکسیستی دو آتشه مبدل شده‌بود و در انواع فعالیت‌های آزادی‌خواهانه دانشجویی شرکت می‌کرد. نورث مخالف جنگ جهانی دوم و حامی صلح بود، به همین دلیل در ۲۲ ژوئن ۱۹۴۱ وقتی که هیتلر به اتحاد جماهیر شوروی هجوم آورد یک‌باره خود را تنها احساس کرد؛ سایرین به دلیل عقاید کمونیستیشان تغییر رویه داده و حامی جنگ شده بودند.
نورث در سال ۱۹۴۲ در مقطع کارشناسی فارغ‌التحصیل شد؛ رشته تحصیلی او رشته‌ای سه وجهی مرتبط با علوم سیاسی، فلسفه و علم اقتصاد بود. نمرات نورثِ دانشجو در بهترین حالت در حد متوسط بود و معدلش کمی بهتر از درجه سی.

### ادامه تحصیل، جنگ جهانی دوم و انتخاب سرنوشت‌ساز
او می‌خواست در دانشکده حقوق به تحصیل ادامه دهد؛ اما جنگ شروع شد، و به علت احساسات قوی‌ای که در زمینه عدم خشونت و کشتار انسان‌ها داشت بعد از فارغ‌التحصیلی [۱۹۴۲] به شرکت مرچنت مرین (en:United States Merchant Marine) [بازرگانان دریایی] پیوست. چون بیشتر افسران از تحصیلات اندکی برخوردار بودند او بعد از مدتی کوتاه با درخواست کاپیتان کشتی هدایت کشتی را آموخت و افسر سکاندار شد و از این کار بسیار لذت می‌برد. در این دوره بارها از سانفرانسیسکو به استرالیا و سپس به خطوط مقدم در گینه نو و جزایر سلیمان مسافرت‌هایی داشتند. در آخرین سال جنگ [۱۹۴۵] در مدرسه افسران خدمات دریانوردی در آلامدای کالیفرنیا هدایت کشتی را آموزش می‌داد. سپس دوباره به عکاسی روی آورد.
جنگ به او فرصت سه سال مطالعه مستمر را داد و در خلال این دوره مطالعه بود که متقاعد شد که باید اقتصاددان شود؛ تردیدهای او از تابستان ۱۹۴۱ شروع شده بود که با دوراثیا لنج، سرپرست بخش عکاسی در اداره امنیت مزارع کار می‌کرد و با مهاجران در طول دره مرکزی کالیفرنیا مسافرت می‌کرد و از آنان عکس می‌گرفت. در این زمان دوراثیا سعی می‌کرد او را به عکاس شدن ترغیب کند و همسر او پاول تیلره، که در گروه اقتصاد در دانشگاه کالیفرنیا کار می‌کرد می‌کوشید او را ترغیب کند تا اقتصاددان شود که در نهایت موفق شد. در سال آخر جنگ [۱۹۴۵] نیز به شدت دچار تردید بود که بهتر است عکاس شود یا اقتصاددان. نورث دلیل انتخاب نهایی‌اش را اینگونه می‌نویسد:
من با قصدی کاملاً مشخص به دانشکده تحصیلات تکمیلی برگشتم؛ آنچه می‌خواستم در زندگی‌ام انجام دهم این بود که جوامع را بهبود ببخشم و راه آن این بود که بفهمم چه عواملی باعث موفقیت یا شکست نظام‌های اقتصادی بوده‌است. معتقد بودم به محض اینکه به درکی از عامل تعیین‌کننده نحوه عملکرد نظام‌های اقتصادی در طول زمان برسیم می‌توانیم به بهبودبخشی عملکرد آن‌ها بپردازیم.

### ازدواج
اولین ازدواج نورث در سال ۱۹۴۴ با لوییس هِیستر بود. همسرش در طول آموزش‌های دانشگاهی او در مدرسه درس می‌داد و منبع اصلی مالی زندگیشان را فراهم می‌کرد. سه پسر به نام‌های داگلاس، کریستوفر، و مالکوم که در بین سالهای ۱۹۵۱ و ۱۹۵۷ به دنیا آمدند، حاصل این ازدواج است. بعدها همسرش لوییس وقتی بچه‌ها به مدرسه رفتند سیاستمدار موفقی در مجلس قانونگذاری ایالت واشینگتن شد. این ازدواج به طلاق انجامید.
نورث در سال ۱۹۷۲ برای دومین بار ازدواج نمود؛ همسرش الیزابت کِیس همسر، هم‌نشین، نقاد، ویراستار و شریکش در پروژه‌ها و برنامه‌هایی که به عهده می‌گرفت، بود. آن‌ها تابستان‌ها در شمالِ میشیگان در محیطی زندگی می‌کردند که فوق‌العاده مساعد تحقیق است. این رابطه تا آخر عمرِ نورث ادامه داشت.

### مسیر اقتصاددان شدن
داگلاس نورث در دانشگاه برکلی تا مقطع دکتری به تحصیل اقتصاد ادامه داد، اما برای درک اقتصاد مسیری پرفراز و نشیب داشته‌است؛ از بین اساتید تاثیرگذارش به این چند نام اشاره می‌کند: رابرت بردی، لیو راجن که او را مارکسیست و استادی تأثیرگذار در تاریخ تفکر اقتصادی می‌خواند و ام.ام. نایت (برادر فرانک نایت) که درباره‌اش می‌گوید مسلماً، حداقل در تئوری، لاادری مسلک بود اما دربارهٔ واقعیات و پیشینه تاریخی اقتصاد، دانش فوق‌العاده‌ای داشت. او مربی و راهنمای تز نورث بود.
اما خود معتقد است به عنوان دانشجوی فارغ‌التحصیل [در مقطع دکتری] از دانشگاه برکلی از علم اقتصاد رسمی چیز زیادی نیاموخته‌بود و بیشتر تئوری‌هایی را که باید بداند را طوطی‌وار یادگرفته و واقعاً آن‌ها را درک نمی‌کرد. تا زمانی که اولین شغلش [استاد دستیار؛ acting assistant professor] را در دانشگاه واشینگتن در سیاتل بدست آورد [۱۹۵۰] و با دان گوردون که او را نظریه‌پردازی جوان و برجسته می‌خواند، هم‌بازی شطرنج شد؛ در این مدت نظریه اقتصادی را فرا گرفت. نورث دربارهٔ اهمیت این دوره در مسیر زندگی علمی‌اش می‌نویسد:
در طول سه سال بازی هر روزه شطرنج از ظهر تا ساعت ۲، ممکن بود که دان را در شطرنج شکست داده باشم اما او اقتصاد را به من آموخت؛ مهم‌تر اینکه او به من آموخت چگونه همانند یک اقتصاددان استدلال کنم، و به من آموخت که مهارت شاید هنوز مهم‌ترین ابزاری باشد که تا به آن روز به دست آورده بودم.
تز دکتری نورث در مورد تاریخ بیمه عمر در ایالات متحد بود و برای رفتن به ساحل شرقی و اجرای بخش اصلی و پرزحمت کار تحقیقاتی، از شورای پژوهش علوم اجتماعی بورس تحقیقاتی گرفت.
آن سال برای او سالی بسیار پر حاصل بود؛ نه فقط در دانشگاه کلمبیا در سمینارهای جامعه‌شناسی رابرت مرتون شرکت کرد بلکه عمیقاً درگیر کارهای مدرسه کارآفرینی آرتور کول در هاروارد شد. نتیجه این بود که جوزف شومپیتر تأثیری بسیار قوی بر او گذاشت.
نورث در سال ۱۹۵۲ به‌طور رسمی از دانشگاه برکلی با مدرک دکتری فارغ‌التحصیل شد.

### استادی دانشگاه و حضور در مراکز پژوهشی
نورث در ۱۹۵۰ به عنوان استاد دستیار به دانشگاه واشینگتن در سیاتل وارد شد؛ عضو هیئت علمی شد و در ۱۹۶۰ کرسی استاد تمامی را به دست آورد؛ او به مدت ۱۲ سال رئیس دانشکده اقتصاد این دانشگاه بود که بیشترین زمان تصاحب این پست است.
اما بعد از ۳۳ سال حضور در دانشگاه واشینگتن از آن جدا و در ۱۹۸۳ عضو هیئت علمی دانشگاه واشینگتن در سن‌لوئیس شد و مرکزی را در زمینه اقتصاد سیاسی در آن ایجاد کرد. خودش دلیل این تصمیم را چنین می‌نویسد:
 درک رایج از فرایند سیاسی هنوز مرا ارضا نمی‌کرد و درواقع، در جستجوی همکارانی بودم که به بسط مدل‌های اقتصاد سیاسی علاقه‌مند باشند. این مرا واداشت که در سال ۱۹۸۳ بعد از ۳۳ سال، دانشگاه واشینگتن را ترک کنم و به دانشگاه واشینگتن در سن‌لوئیس بروم؛ جایی که گروهی فعال از دانشمندان سیاسی و اقتصاددانان جوان سعی در بسط مدل‌های جدید اقتصاد سیاسی داشتند. بعدها معلوم شد که تصمیم مناسبی گرفته‌ام. من اقدام به ایجاد مرکزی در زمینه اقتصاد سیاسی نمودم که همچنان یک مرکز تحقیقاتی خلاق است.
او در اکتبر ۱۹۹۶ [Spencer T. Olin Professor] بالاترین کرسی استادی این دانشگاه را دریافت کرد.
هم‌چنین نورث در دانشگاه‌هایی چون  استنفورد،  رایس و  کمبریج حضور داشته و با مراکز تحقیقاتی مختلفی مثل دفتر ملی تحقیقات اقتصادی، انستیتوی تحقیقات اقتصادی در دانشگاه واشینگتن، انجمن تاریخ اقتصاد، بنیاد فورد، مرکز تحقیقاتی در زمینه اقتصاد سیاسی در دانشگاه واشینگتن در سن‌لوئیس، آکادمی هنرها و علوم آمریکا، مرکز مطالعات پیشرفته علوم رفتاری در دانشگاه استنفورد، انستیتو هوور، آکادمی انگلیس، بانک جهانی، انجمن بین‌المللی اقتصاد نوین نهادی و اجماع کپنهاگ همکاری داشته یا برخی را تأسیس و مدیریت کرده‌است.

### تمرکز مطالعات
زمینه اصلی مطالعات نورث تاریخ اقتصادی بود و او پیشگام رشته‌ای به نام  تاریخ اقتصادی جدید (کلیومتریک) شد که با ادغام نظریه اقتصادی و تجزیه و تحلیل آماری، با شواهد سخت از گذشته، دقت بیشتری را در مطالعه تاریخ اقتصادی فراهم می‌کند.
مطالعات نورث، بر یکی از بزرگ‌ترین سوالات این رشته تمرکز داشت: «چرا برخی کشورها ثروتمند می‌شوند در حالی که برخی دیگر فقیر می‌مانند؟» او منتقد جریان اصلی اقتصاد یعنی اقتصاد نئوکلاسیک بود که با تأکید غالب خود بر  بازار، به این سؤال پاسخ می‌دهد. در مقابل، او بر نقش  نهادها –قواعد و قراردادهای یک جامعه، مانند قوانین، حقوق مالکیت، سیاست، آداب و رسوم و سیستم‌های اعتقادی– تأکید می‌کرد.
به اعتقاد او، بازارها در نهادها تعبیه شده‌اند، یعنی بازارها بسته به چهارچوب نهادی خاص در هر کشور، متفاوت عمل می‌کنند، و اینکه نهادها زمانی تغییر خواهند کرد که بازیگران قدرتمند اقتصادی متوجه شوند که ناکارآمدی، آن‌ها را از کسب سود بیشتر بازمی‌دارد. با این حال، او نشان داد که نهادها فقط به صورت تدریجی تغییر می‌کنند، حتی زمانی که ناکارآمد باشند.
تحقیقات نورث بر چگونگی شکل‌گیری و تغییر نهادهای سیاسی و اقتصادی و پیامدهای آن بر عملکرد اقتصادها در طول زمان متمرکز شده‌است. او در این مطالعات، حوزه‌هایی مانند حقوق مالکیت، هزینه‌های مبادله، ایدئولوژی، مشکل سواری مجانی و اقتصاد سیاسی را مورد مداقه قرار می‌دهد و کارهای مهمی در زمینه ارتباط علوم شناختی با نظریه اقتصادی انجام داده‌است.
نورث به همراه رونالد کوز یکی از بنیانگذاران  اقتصاد نهادگرای جدید بود.

### شهرت و تأثیرگذاری
داگلاس نورث در ۱۹۹۱ اولین  تاریخ‌نگار اقتصادی بود که موفق شد جایزه جان‌آرکامونز را دریافت کند؛ این جایزه از معتبرترین جوایز در حوزه اقتصاد محسوب می‌شود. او در ۱۹۹۳ توانست نوبل اقتصادِ مشترک با رابرت فوگل را به دست آورد و به اوج شهرت برسد. این جایزه به نورث و فوگل برای اینکه «تحقیق در تاریخ اقتصادی را با به‌کارگیری تئوری اقتصادی و روش‌های کمی، به منظور توضیح تغییرات اقتصادی و نهادی، بازسازی کردند» اهدا شد.
پروژه‌های علمی نورث تأثیر محسوسی در علم اقتصاد، علوم اجتماعی و رویکردهای عملی به جای گذاشت، به طوریکه او را از ایجادکنندگان و پیشقراولان  تاریخ اقتصادی جدید (تاریخ سنجی) و از رهبران و مهم‌ترین  اقتصاددانان نهادگرای  جدید دانسته‌اند. پروژه او در حوزه اقتصاد سیاسی که با همکاری جان والیس و باری وینگاست و با مشارکت مراکز مختلفی مثل انستیتو هوور و بانک جهانی به دست آمد، تأثیر عمیقی داشت و نگرش جدیدی را در این حوزه به دست آورد. این نوشته‌های روزنامه گاردین عمق تأثیرگذاری وی را می‌تواند نشان دهد:
 رویکرد نورث به نهادها و رشد اقتصادی، پیامدهای عملی عمیقی داشت. و تأثیرات عمده ای بر استراتژی‌های سازمان‌های اقتصادی بین‌المللی مانند بانک جهانی گذاشت؛ جایی که بر «حکمرانی خوب» به عنوان ابزاری برای ارتقاء رشد اقتصادی تأکید شد. علاوه بر این، ایده‌های ابتکاری او از مرزهای تئوری اقتصادی فراتر می‌رود و راه‌هایی را برای برنامه‌های پژوهشی امیدوار کننده در علوم اجتماعی باز می‌کند.
 او به عنوان مشاور تأثیرگذار دولت‌های چین، آمریکای لاتین و… شناخته می‌شود. مشاوره‌های وی در اروپای شرقی و کشورهای استقلال‌یافته از شوروی سابق در دهه ۱۹۹۰ نیز تقاضای زیادی داشته‌است؛ نورث برخلاف اقتصاددانانی که از هواپیما خارج می‌شوند و بر اساس راه‌حل‌های مبتنی بر بازار، مشاوره فوری ارائه می‌دهند، اصرار داشت حداقل شش ماه را در یک کشور بگذراند تا قبل از ارائه توصیه‌های خود، سیستم‌های اعتقادی و چهارچوب سازمانی و نهادی آن کشور را به‌طور کامل درک کند.
او هم‌چنین به سازمان غیرانتفاعی و غیردولتی ویپانی که در زمینه کاهش فقر میان روستاییان فعالیت می‌کند، مشاوره ویژه می‌داد و متولی سازمان مردم‌نهاد اقتصاددانان برای صلح و امنیت بود.

### اواخر عمر و مرگ
نورث تا اواخر عمر همچنان به تدریس مشغول بود و به‌طور فعالی مسیر پژوهشی و پروژه‌های فکری‌اش را ادامه می‌داد؛ او در ۲۰۱۲ و سن ۹۲ سالگی در  دانشگاه واشینگتن سن‌لوئیس استاد بازنشسته شد و تا نزدیک به پایان عمر، تحقیقاتش را با همکاری جان والیس و باری وینگاست پیگیری می‌کرد. و سرانجام ۱۸ روز پس از آنکه تولد ۹۵ سالگی‌اش را در کنار همسرش الیزابت کیس جشن گرفت، در ۲۳ نوامبر ۲۰۱۵ م (۲ آذر ۱۳۹۴ ه.ش) بر اثر ابتلا به سرطان مری در خانهٔ تابستانی‌اش در بنزونیای میشیگان درگذشت.

## سیر پژوهش‌ها و فعالیت‌های علمی

### تحقیقات اولیه
اولین آثار مکتوب نورث دربارهٔ بسط تحلیلی بیمه عمر در رساله‌اش و رابطه آن با سرمایه‌گذاری بانکی بود.
توجه بعدی او به بسط چارچوبی تحلیلی در مورد رشد اقتصادی منطقه‌ای بود که منجر به چاپ اولین مقاله‌اش در نشریه اقتصاد سیاسی با عنوان «تئوری مکان‌یابی و رشد اقتصادی منطقه‌ای» شد. آن مقاله سرانجام او را به بسط نظریه‌ای عمده در رشد اقتصادی یاری رساند.

### تاریخ اقتصادی جدید
نورث در نشست انجمن تاریخ اقتصادی شرکت داشت و آن را از شانس‌های زندگی‌اش می‌داند. در این نشست با سولومون فابریکنت (رئیس تحقیقات اداره ملی تحقیقات اقتصادی در آن زمان) آشنا شد و در سال ۱۹۵۷–۱۹۵۶ از نورث دعوت شد تا به مدت یک سال به عنوان همکارِ تحقیق در اداره ملی تحقیقات اقتصادی کار کند. آن سال در زندگی او اهمیتی فوق‌العاده داشت؛ نه فقط با اقتصاددانان برجسته‌ای که به آن اداره می‌آمدند آشنا می‌شد بلکه یک روز هفته را نیز در بالتیمور با سایمون کازنتز کار تجربی انجام می‌داد؛ امری که منجر به اولین مطالعات کمی عمده‌اش در زمینه تراز پرداخت‌های ایالات متحده بین سال‌های ۱۷۹۰ تا ۱۸۶۰ شد.
تمرکز اصلی نورث تلاش برای دگرگونی تاریخ اقتصادی و رفتن به سمت  تاریخ اقتصادی جدید بود؛ تاریخ اقتصادی جدید یا تاریخ‌سنجی (کلیومتریک) شاخه ای از علم است که با استفاده از مطالعات کمی و تحلیل‌های پیشرفته آماری، دو هدف عمده را دنبال می‌کند: گزاره‌های توصیفی دقیق‌تری دربارهٔ گذشته ارائه کند و توضیح کاراتری از چرایی رخ دادن پدیده‌های تاریخی -دست کم در تاریخ اقتصادی- داشته باشد تا از عهده حل مسائل مهم برآید.
او بین سال‌های ۱۹۵۷–۱۹۵۶ [که در اداره ملی تحقیقات اقتصادی بود] و ۱۹۶۷–۱۹۶۶ [که به ژنو رفت] کار عمده‌ای را در زمینه تاریخ اقتصادی آمریکا انجام داد که به چاپ اولین کتابش «رشد اقتصادی ایالات متحد بین سال‌های ۱۷۹۰ الی ۱۸۶۰» در ۱۹۶۱ منتهی شد. این اثر، تحلیلی دقیق از نحوه کارکرد بازار در بستر مدل رشد کالاهای اصلیِ صادراتی ارایه می‌کرد. به اعتقاد جان والیس استاد اقتصاد دانشگاه مریلند این کتاب از نخستین نمونه‌ها از تاریخ اقتصادی جدید یا کلیومتریک است. کتاب دیگرش یعنی «رشد و رفاه در گذشته آمریکا: تاریخ اقتصادی جدید» (۱۹۶۶) نیز تلاشی در این جهت بود.
نورث برای ترویج و گسترش این شاخه علمی در محافل دانشگاهی اقتصاد نیز، تلاش‌های موثری انجام داد؛ تا سال ۱۹۶۰، تحرک قابل توجهی در جهت تلاش برای ایجاد تغییر و دگرگونی در تاریخ اقتصادی و رفتن به سمت  تاریخ اقتصادی جدید که نورث آن را تاریخ‌سنجی می‌نامد، وجود داشت؛ در سالی که او در اداره ملی تحقیقات اقتصادی بود، آن اداره با همکاری انجمن تاریخ اقتصادی، اولین برنامه کمی مشترک در زمینه رشد اقتصادی آمریکا را در اواخر بهار ۱۹۵۷ در ویلیام استون ماساچوست برگزار کرد. این جلسه آغازی جدی برای تاریخ اقتصادی جدید بود اما ادامه برگزاری آن، یک دوره جدید را رقم زد؛ وقتی جان هیوز و لنس دیویس، دو تن از دانشجویان پیشین نورث که عضو هیئت علمی دانشگاه پوردو شده بودند، برای برگزاری اولین همایش مورخان اقتصادی علاقه‌مند به تلاش در راستای بسط و کاربست نظریه اقتصادی و روش‌های کمی در تاریخ، فراخوان دادند این دو برنامه در هم ادغام شدند.
اولین نشست در فوریه ۱۹۶۰ برگزار شد که بسیار موفقیت‌آمیز و استقبال اقتصاددانان از آن پرشور بود. دپارتمان‌های اقتصادی با سرعت بسیار به داشتن مورخان اقتصادی جدید علاقه‌مند شدند. وقتی نورث به اتفاق همکارش موریس دیوید موریس در دانشگاه واشینگتن برنامه ای را برای فارغ التحصیلان کارشناسی به راه انداخت، تعدادی از بهترین دانشجویان جذب شدند تا در زمینه تاریخ اقتصادی جدید کار کنند؛ در طول دهه ۶۰ و اوایل دهه ۷۰ بازار شغل این رشته بسیار مناسب بود و این دانشجویان به راحتی در سرتاسر کشور مشغول به فعالیت می‌شدند.

### در جست و جوی ابزار تحلیلی کارا، پیش به سوی اقتصاد نهادی نوین
سال ۶۷–۱۹۶۶ برای نورث سالی ویژه و یک نقطه عطف مهم در زندگی علمی‌اش قلمداد می‌شود؛ او در این سال تصمیم گرفت که تمرکز مطالعاتش را از تاریخ اقتصادی آمریکایی به تاریخ اقتصادی اروپا تغییر دهد، بنابراین، زمانی که کمک هزینه پژوهشی برای سکونت یک ساله در ژنو را به دست آورد و به عنوان عضو هیئت علمی بنیاد فورد به این شهر رفت، خود را از نو تجهیز کرد. این کار، تغییری اساسی در زندگی علمی او ایجاد کرد، زیرا به سرعت متوجه شد که ابزارهای نظریه  اقتصادی نئوکلاسیک برای تبیین آن نوع تغییرات بنیادین جامعه‌ای که مشخصه نظام‌های اقتصادی اروپایی از قرون وسطی به بعد بوده‌است، تناسب و کارایی ندارند.
نورث به این باور رسید که به ابزارهای جدیدی نیاز است، و اینکه دست اقتصاددانان از این ابزارها خالی بود؛ بنابراین دست به جست‌وجو زد و در طی همین جستجوی طولانی برای یافتن چهارچوبی که ابزارهای جدید تحلیلی را فراهم آورد، بود که علاقه و توجه‌اش به  اقتصاد نوین نهادی شکل گرفت.
نتیجه، انتشار دو کتاب مقدماتی در این خصوص بود: «تغییرات نهادی و رشد اقتصادی آمریکا» (۱۹۷۱) با همکاری لنس دیویس، و «ظهور جهان غرب: تاریخ اقتصادی جدید» (۱۹۷۳) با همکاری رابرت توماس. خود هر دو کتاب را نخستین تلاش‌های محتاطانه برای گسترش بعضی ابزارهای تحلیل نهادی و کاربست آن‌ها در تاریخ اقتصادی می‌داند و خود معترف است که هر دوی آن‌ها همچنان بر نظریه‌های  اقتصادی نئوکلاسیک مبتنی و حاوی بخش‌های زیاد نادقیق بودند که با منطق جور درنمی‌آمدند.
او به دو اندیشه مهمی که منطقی نمی‌داند، اشاره می‌کند: اول اینکه نهادها با هر تعریفی کارآمدند و دوم که شاید مهم‌تر است نوع تبیینی بود که  چهارچوب نئوکلاسیکی می‌توانست برای عملکردهای اقتصادی ضعیف ارائه کند؛ او معتقد است تبیین عملکرد ضعیف اقتصادی در چهارچوب نئوکلاسیک ممکن نبود؛ بنابراین دست به کاوشی عمیق زد تا بفهمد ایراد کار در کجا است؟
نورث باورهای فردی را نقطه کانونی مسئله می‌داند؛ باورهایی که به وضوح در انتخاب‌های مردم مهم‌اند و معتقد است فقط نزدیک‌بینی مفرط اقتصاددانان مانع درک اهمیت اندیشه‌ها، ایدئولوژی‌ها و پیش‌داوری‌ها می‌شود. از نظر نورث پذیرفتن این اهمیت، دنیایی جدید را نزد نظریه‌پرداز باز می‌کند چراکه به محض اینکه این مطلب را بپذیرد مجبور به بررسی انتقادی اصل موضوع «عقلانیت» می‌شود.
بنابر این مبنا، او مسیر طولانی بسط چهارچوب تحلیلی جدید را مستلزم جدی گرفتن تمام این ملاحظات می‌داند:
1. بسط دیدگاهی در مورد نهادها که روشن سازد چرا نهادها نتایجی به بار می‌آورند که در درازمدت قادر به ایجاد رشد اقتصادی نیستند؟
2. بسط مدلی از اقتصاد سیاسی که قادر به بکارگیری و تبیین منبع اساسی نهادها باشد
3. و سرانجام، باید به پاسخ این سؤال رسید که چرا مردم ایدئولوژی‌ها و اندیشه‌هایی دارند که تعیین‌کننده انتخاب‌های آنان است؟

پروژه‌های فکری نورث معطوف به این محورها شکل گرفت و افق‌هایی را در این مسیر گشود که حاصل آن، نوشته‌ها خاصه چهار کتاب مهمش یعنی «ساختار و دگرگونی در تاریخ اقتصادی» (۱۹۸۱)، «نهادها، تغییرات نهادی و عملکرد اقتصادی» (۱۹۹۰)، «فهم فرایند تحول اقتصادی» (۲۰۰۵) و «خشونت و نظم‌های اجتماعی» (۲۰۰۹) است.

## ایده‌ها و کارهای بنیادین نورث از نگاه جان والیس
جان والیس استاد دانشکده اقتصاد دانشگاه مریلند، دانشجوی سابق و از مهم‌ترین همکاران داگلاس نورث به‌شمار می‌رود. او پس از درگذشت نورث به یادش در مقاله‌ای با عنوان Structure and change in economic history: The ideas of Douglass North به مبنایی‌ترین ایده‌ها و چهار کار بنیادین وی در اقتصاد و علوم اجتماعی می‌پردازد.
جعفر خیرخواهان این مقاله را ترجمه کرده‌‌است. این ترجمه با عنوانِ «اعتراف به ندانستن» _که مترجم برای آن برگزیده_ در ماهنامه مهرنامه شماره ۴۵ (دی ۱۳۹۴) منتشر شده‌است.

### ایده‌های مبنایی داگلاس نورث
جان والیس نورث را رهبر نسلی از  تاریخ نگاران اقتصادی می‌داند که  اقتصاد نئوکلاسیکی را مستقیماً وارد مطالعه و بررسی تاریخی کردند (تاریخ اقتصادی جدید)، سپس معتقد است نورث متوجه شد ابزارهای نئوکلاسیک برای درک تغییر بلندمدت تاریخ اقتصادی، ناقص است و رهبری نسلی از اقتصاددانان و دانشمندان اجتماعی را برعهده گرفت که نقش و اهمیت نهادها را در جایگاهی والا درون علم اقتصاد با عنوان  اقتصاد نهادگرای  جدید قرار دادند.
والیس یکی از مبنایی‌ترین ایده‌های نورث را تأکید بر اهمیت همزمان تاریخ و اقتصاد نئوکلاسیک می‌داند و او را منتقد عالمان هر دو رشته علمی. می‌گوید نورث آن‌ها را به از خودراضی بودن نسبت به کفایت اجماع‌سازی مفهومی و روش‌شناختی که «چگونه در حوزه تاریخ یا اقتصاد باید کار کرد؟» متهم می‌ساخت. والیس مبنای اندیشه نورث در این‌باره را این‌گونه تبیین می‌کند:
او [نورث] همیشه افراد را درون چهارچوبی بررسی می‌کرد که تصمیمات آگاهانه می‌گیرند (اقتصاد نئوکلاسیکی اهمیت دارد) و اینکه افراد با نگاه از درون عینک شناختی خود است که جهان را درک می‌کنند. بخشی از این شناخت از فرهنگ آنها به ارث رسیده و بخشی دیگر از تجربه شخصی آنها به دست آمده‌است (تاریخ اهمیت دارد).
ایده مبنایی دیگر نورث که والیس به آن تأکید می‌کند پیوندی است که بین تحلیل‌های اقتصاد نئوکلاسیک و نهادها و باورها و ایدئولوژی‌ها ایجاد کرده‌است:
همیشه وجود منافع است که افراد را در جهت انجام اقداماتی خاص هدایت می‌کند و منافع هم به وسیله قیمت‌های نسبی، موهبت‌ها و محدودیت‌ها (نهادها) همچنین ادراکات از اینکه جهان اطراف ما چگونه کار می‌کند (شناخت و باور) شکل می‌گیرد. برون دادهای اجتماعی حاصل جمع اقدامات فردی است اما فرایند سرجمع شدن به شکل افزوده شدنِ ساده نیست، بلکه تعاملات بین تصمیمات و باورهای فردی تأثیر جدی بر رفتار هر کسی می‌گذارد.
جان والیس سیر تکاملی تفکر و اندیشه‌ورزی نورث را برآمده از تمایل و اشتیاق وی به دنبال کردن پرسش‌های جالبی می‌داند که در آخرین کتاب یا مقاله خود نتوانسته بود پاسخی برایش بیابد نه اینکه براساس موضوعی که در هر مقطع زمانی در حرفه اقتصاد خیلی داغ باشد پیش رود. این تعبیر او می‌تواند اهمیت و عمق تأثیرگذاری اندیشه‌های نورث را بیان کند:
گواه بر قدرتمندی بینش وی همین بس که حرفه اقتصاد به دنبال وی راه افتاد و او قطعاً دنباله‌روی این حرفه نبود.

### چهار کار بنیادین داگلاس نورث
والیس در این مقاله به چهار دستاورد و کار بنیادین نورث در علم اقتصاد اشاره و آن‌ها را تبیین می‌کند:
1. کار پیشتازانه وی در  تاریخ اقتصادی کمی (کلیومتریک)
2. کار بنیادی وی در کاربرد اقتصاد نئوکلاسیک برای درک و فهم نهادها
3. انتقاد وی از نظریه نئوکلاسیک برای تبیین تغییرات نهادی و اقتصادی بلندمدت
4. تفکیکی که بین نهادها و سازمان‌ها ترسیم کرد:[۱]

#### ۱. کلیومتریک
جان والیس به‌طور خلاصه، سیر تطوری اندیشه نورث در  تاریخ اقتصادی کمی را مورد بررسی قرار می‌دهد: او نخستین کتاب نورث با عنوان «رشد اقتصادی ایالات متحده: ۱۷۹۰ تا ۱۸۶۰» که در سال ۱۹۶۱ منتشر شد را یکی از نخستین نمونه‌ها از تاریخ اقتصادی کمی یا کلیومتریک می‌داند که نخستین پیشبرد مهم نورث به علم اقتصاد و تاریخ اقتصادی است؛ کتابی که به اعتقاد وی یک نظریه کاملاً نئوکلاسیکی از توسعه اقتصادی ارائه داد؛ بر اهمیت تخصص‌گرایی جغرافیایی و تقسیم کار تأکید می‌ورزید و نورث را به سمت کاوش علمی در عوامل کاهش‌دهنده هزینه‌های حمل‌ونقل در خلال سده نوزدهم هدایت کرد.
سپس به دو مقاله که نورث با فاصله ده سال نوشته‌است و در آن‌ها عوامل کاهش‌دهنده هزینه‌های حمل‌ونقل را تحلیل کرده‌است، اشاره می‌کند و سیر تطوری اندیشه وی در این‌باره را نشان می‌دهد:
اشاره اول والیس مقاله «نرخ کرایه بار اقیانوسی و توسعه اقتصادی ۱۷۵۰ تا ۱۹۱۳» نورث که در ۱۹۵۸ منتشر شد، است و در تحلیل آن معتقد است این مقاله یک چهارچوب نئوکلاسیکی فناوری‌محور برای اندیشیدن دربارهٔ کاهش نرخ حمل بار بنا نهاد.
سپس با اشاره به مقاله «منابع تغییرات بهره‌وری در حمل و نقل اقیانوسی ۱۶۰۰ تا ۱۸۵۰» منتشر شده در سال ۱۹۶۸ می‌گوید ده سال بعد، نتیجه نورث این بود که سیرافولی دزدی دریایی و کشتی‌های جنگی خصوصی و توسعه یافتن بازارها و تجارت بین‌الملل از عوامل اصلی در افزایش نرخ کارایی کشتیرانی طی این دوره دو و نیم سده ای بوده‌است، یعنی اساساً هزینه‌های کشتیرانی کاهش می‌یافت چون همه هزینه‌ها به جز هزینه عملیاتی در حال کاهش بود؛ و به تحلیل نهایی نورث تأکید می‌کند که این کاهش هزینه‌ها نتیجه تغییر نهادی بود. والیس جمع‌بندی می‌کند که این مقاله نشانه ای از چرخش نورث به سمت توجه به هزینه‌های مبادلاتی و نهادها به عنوان عناصر مهم تغییر اقتصادی در گذر زمان بود.

#### ۲. هزینه‌های مبادلاتی و نهادها
اما والیس معتقد است این چرخش نورث به سمت هزینه‌های مبادلاتی و نهادها به معنای دور شدن وی از اقتصاد نئوکلاسیک نبود بلکه در این چهارچوب شکل گرفت چراکه درون بستر نظریه نئوکلاسیکی امکان کنار گذاشتن فروض هزینه‌های مبادلاتیِ صفر و نهادهای بدون تغییر وجود دارد.
تمرکز والیس به این موضوع است که نورث چه تحلیلی از شکل‌گیری قالب‌های سازمانی و نهادی دارد: ابتدا به مقاله «تغییر نهادی و رشد اقتصادی» منتشره در ۱۹۷۱ اشاره و روی استدلال نورث در آن تأکید می‌کند که آنچه نیاز است پیکره‌ای از نظریه‌ای است که مدل‌های سنتی اقتصاددانان را دربرگیرد و قلمروی آن را گسترده‌تر کند و اجازه دهد تا تبیینی از شکل‌گیری، تقلید و نزول قالب‌های سازمانی، شاملِ آن مدل‌های سنتی شود؛ قالب‌هایی که انسان‌ها درون آن همکاری یا رقابت می‌کنند.
والیس معتقد است نورث به سمت نظریه نئوکلاسیکی نهادها حرکت کرد؛ براساس این نظریه شکل و قالب نهادها یا سازمان‌ها با توجه به عقلانیت و محدودیت‌های نئوکلاسیک سنتی (خاصه قیمت‌های نسبی) تعیین می‌شود. سپس این ایده که از نظریه نئوکلاسیک می‌توان برای تبیین اینکه چرا نهادها به این یا آن شیوه عمل می‌کنند، استفاده کرد را پیروزی اساسی و دومین پیشبرد مفهومی مهم نورث می‌خواند.
ایده‌ای که در یک سری مقالات با لنس دیویس و رابرت پل توماس مطرح شد و سرانجام به انتشار دو کتاب به نام «تغییر نهادی و رشد اقتصادی آمریکا» با همکاری دیویس در ۱۹۷۱ و کتاب «خیزش جهان غرب: تاریخ اقتصادی جدید» در ۱۹۷۳ با همکاری توماس منجر شد. تحلیل والیس از هر دو کتاب این است که می‌توان تغییرات سازمان‌دهی تعاملات انسانی (نهادها) را بر مبنای منافع عقلایی افرادی تبیین کرد که جهان اطراف خود را به شیوه‌ای ساختارمند می‌کنند که «منافع خالصشان حداکثر شود».
والیس برای نشان‌دادن کاربرد کلاسیک این تحلیل در آثار نورث، به تبیین نورث و توماس اشاره می‌کند که توضیح داده‌اند چگونه افزایش قیمت نیروی کار در اروپای سده چهاردهم درنتیجهٔ مرگ سیاه (طاعون) و کاهش معنادار جمعیت، به ایجاد نهاد نیروی کار مزدبگیر در اروپای غربی و بازگشت به نهاد بردگی و رعیت‌داری در اروپای شرقی منجر شد؛ یعنی براساس این مدل تکانه یکسانِ قیمت نسبی به دو تغییر نهادی متفاوت اما هر دو عقلایی منجر گشت.
والیس سپس به دو مسیر فکری‌ای که از نظریه نئوکلاسیکی نهادها ایجاد شد، می‌پردازد، دو مسیر فکری‌ای که سازگاری کامل با یکدیگر نداشتند: در یک مسیر، تغییرات نهادی به دلیل نوسان‌های کوتاه‌مدتی که در قیمت‌های نسبی ایجاد می‌شود، رخ می‌دهد؛ این نوسان‌ها در قیمت‌های نسبی، در یک مقطع از زمان، انگیزه‌هایی برای تغییر ساختار سازمان‌های انسانی خلق می‌کند، به همین دلیل این تغییرات دوام می‌آورند. والیس می‌گوید این تحلیل باعث شد تا نورث شروع به تحقیق دربارهٔ وابستگی به مسیر و هزینه‌های مبادلاتی کند. بلافاصله به نقش مهم هزینه‌های مبادلاتی از نگاه نورث اشاره می‌کند که یکی از دلایل تغییر نهادها کاهش یا افزایش دادنِ هزینه‌های مبادلاتی است و در عین‌حال چون هزینه مبادلاتی، تغییر دادنِ نهادها را دشوار می‌کند، بنابراین به ماندگاری و سخت‌جانی نهادها کمک می‌کند.
والیس به مسیر فکری دیگر نورث نیز اشاره می‌کند که ریشه فاصله گرفتن وی از نظریه نئوکلایسکی نهادها بود؛ و آن نارضایتی فزاینده نورث از اقتصاد نئوکلاسیک بود، دلیل این نارضایتی را ناتوانی این نظریه از درک و تبیین فرایند تغییر اقتصادی طی زمان و به‌طور کلی درک فرایند تغییر اقتصادی طی زمان می‌داند؛ بنابراین والیس سومین گشایش چشمگیر وی را تشخیص این مسئله می‌داند که نظریه نئوکلاسیکی نه تنها کفایت نمی‌کرد بلکه از تبیین تغییر اقتصادی و نهادی بلندمدت در هر جامعه ای چه در حال رشد یا غیر آن ناتوان بود.
والیس جمع‌بندی می‌کند که نورث در حالی که قبول داشت نظریه اقتصادی و تکنیک‌های کمی باعث شده‌است تا درک ما از فرایند تاریخی پیشرفت کند نخستین انتقاد روشن خود را به سمت تاریخ نگاران اقتصادی نشانه رفت:
از منظر کاملاً ذهنی، تاریخ اقتصادی جدید پیشبرد محسوسی در زنده سازی این حوزه و گسترش مرزهای دانش داشته‌است. با این حال فکر می‌کنم از آنجایی که ما باید در این حوزه باشیم خیلی عقب است.

#### ۳.انتقاد از نظریه نئوکلاسیک در تاریخ اقتصادی
جان والیس کتاب «ساختار و تغییر در تاریخ اقتصادی» منتشره در ۱۹۸۱ را اوج انتقاد نورث از نظریه نئوکلاسیک دربارهٔ تاریخ اقتصادی، توسعه و رشد می‌داند، کتابی که از نظر او و بسیاری دیگر بهترین کتاب نورث است. از نظر او این کتاب سه محور مهم دارد: ابتدا این استدلال را بسط می‌دهد که ما باید بیش از یک تاریخچه از بازارها داشته باشیم تا تغییر اقتصادی را درک کنیم. سپس یک استدلال نئوکلاسیکی منطقی ارائه می‌دهد که چرا با وجود هزینه‌های مبادلاتی، نظام‌های سیاسی لزوماً نهادها را چنان متحول نمی‌کنند که رشد اقتصادی را ترویج دهند؟ و در آخر استدلال می‌کند که اگر می‌خواهیم تغییر بلندمدت به ویژه تغییر بلندمدتی که لزوماً ما را به رشد و توسعه نمی‌رساند را درک کنیم به نظریه سازمان‌ها و همچنین یک نظریه دربارهٔ باورها و ایدئولوژی نیاز داریم.
والیس معتقد است تناقض بین دو مسیر فکری در کتاب روشن است؛ از یک سو، استدلالی قوی آورده می‌شود که اقتصاد نئوکلاسیک قابلیت ارائه دامنه کاملی از تبیین‌های لازم برای درک تغییر اقتصادی به خصوص ایدئولوژی‌ها و باورها را ندارد. از سوی دیگر، استدلالی قوی می‌آورد که رفتار فرد عقلایی با آن انتخاب‌های نهادی سازگار است که به جای پیش بردن رشد اقتصادی، آن را به تأخیر و عقب می‌اندازد. خواننده سردرگم می‌شود که آیا قضیه بر سر این است که نئوکلاسیکی باشیم یا نباشیم؟ سپس والیس تحلیل می‌کند که قضیه واقعی که کتاب کوشش می‌کند با آن گلاویز شود این است: «ماندگاری یا تغییر؟» این دوگانگی این‌گونه توضیح داده می‌شود:
کتاب با بازگشت به کار نورث و توماس در سال ۱۹۷۳ می‌گوید نهادها هنگامی تغییر می‌کنند که منافعی در تغییر نهادها وجود داشته باشد اما سپس ماندگار می‌شوند چون هزینه‌های مبادلاتی تغییر دادن آن‌ها بالا است.
تدقیق در باورها و ایدئولوژی‌ها را می‌توان نقطه عطف تحلیل کتاب از نگاه والیس دانست؛ باورها و ایدئولوژی‌ها ماندگار هستند. چون باورها (و هنجارها و فرهنگ) براساس تجربه انباشته جامعه از طریق فرهنگ به نسل بعدی منتقل می‌شوند و با تعاملات تکراری بیشتر مردم از طریق هنجارهای رفتاری شکل می‌گیرند، پس باورها به سرعت تغییر نمی‌کنند و دستکاری و تغییر شکل‌دادن باورها برای عاملان اجتماعی در زمان جاری بی‌نهایت دشوار است.
نتیجه‌ای که والیس می‌گیرد این است کتاب معتقد است باورها همیشه تابع آنچه در گذشته اتفاق افتاده، هستند و می‌توانند مانع تغییر در زمان حال، چه خوب یا بد بشوند؛ بنابراین وجود ماندگاری باورها و نهادها از گذشته (فرهنگ) است که تبیین می‌کند چرا تغییرات در زمان حال اغلب نتایجی عاید می‌سازد که مانع رشد و توسعه اقتصادی می‌شود به جای اینکه جلوبرنده آن‌ها باشد.
والیس اهمیت باورها در این چهارچوب را از نکات مهم در کتاب «نهادها، تغییر نهادی و عملکرد اقتصادی» منتشره در ۱۹۹۰ و نقطه تمرکز اصلی در کتاب «درک فرایند تغییر نهادی» منتشره در ۲۰۰۵ می‌داند.
والیس سپس برای بیان نوع تغییر در باورها و ایدئولوژی‌ها به کتاب «ساختار و دگرگونی در تاریخ اقتصادی» برمی‌گردد و به دو الگوی زمانی متفاوتِ تغییر نهادی، در چهارچوب این کتاب می‌پردازد:
1. رویدادی و گسسته مانند حرکت به سمت پرداخت دستمزدی پس از حادثه طاعون در اروپای غربی
2. پیوسته و ذره‌ای مانند تغییرات در باورها و ایدئولوژی‌ها، یا تغییرات در هنجارها و در قواعد رسمی و غیررسمی که به‌صورت دایمی رخ می‌دهد ولی می‌تواند دوام نیاورد و ماندگار نباشد.

هیچ‌کدام از دو تغییر نهادی از نوع پیوسته و رویدادی، لزوماً ماندگار نیستند.
سپس به مقاله «قوانین اساسی و تعهدات: تکامل نهادهای حاکم بر انتخاب عمومی در انگلستان سده هفدهم» که نورث با همکاری واینگاست در ۱۹۸۹ نوشته اشاره می‌کند و آن را حاصل شرح و تکمیل این ایده‌ها در دهه ۱۹۸۰ می‌داند؛ این مقاله یک نمونه کلاسیک از یک تغییر در یک بحران که دوام می‌آورد را تشریح می‌کند؛ تأکید مقاله بر سازوکارهای نهادی است و تبیین می‌کند چرا نهادهای خاص، خودتنفیذی بوده و طی زمان دوام می‌آورند.
بعد به کتاب «نهادها، تغییر نهادی و عملکرد اقتصادی» که نورث در همان اثناء در ۱۹۹۰ نوشت، می‌پردازد؛ ماندگاری نهادها نقش مهمی در این کتاب دارد و در آن به شکل منظم تأکید می‌شود که کارکرد یک نهاد، ایجاد ثبات و پیش‌بینی‌پذیری رفتار انسانی است.
اما والیس پیشبرد مهم کتاب ۱۹۹۰ را تعریفی می‌داند که از نهاد با تمثیلی از بازی‌های ورزشی می‌دهد؛ نهادها قواعد بازی و ابزارهای تنفیذ بوده و سازمان‌ها همان تیم‌های ورزشی هستند که در بازی حضور دارند، این تعریف سه انتخاب رفتاری در برابر سازمان‌ها قرار می‌دهد:
1. یکی از آنها حداکثرسازی در سایه قواعد بازی
2. دومی اختصاص منابع برای تغییر دادن قواعد بازی
3. سومین رفتار هم تقلب کردن در بازی است.

این انتخاب‌ها مانع‌الجمع نبوده و چهارچوبی برای درک پویایی‌های تغییر نهادی را تشکیل می‌دهند.

#### ۴. نهادها و سازمان‌ها
چهارمین پیشبرد اصلی نورث از نگاه والیس جدا کردن نهادها و سازمان‌ها است. تاریخچه این بحث را این‌گونه تبیین می‌کند که نورث از هنگام نگارش نخستین کتاب‌های خود، همیشه بحثی از سازمان‌ها هم می‌کرد تا اهمیت آن‌ها را نشان دهد اما سازمان‌ها به عنوان جلوه‌هایی از نهادها دیده می‌شدند. چراکه در چهارچوب مفهومی با تمرکز بر افراد که همیشه به شکل نئوکلاسیکی بود سازمان‌ها معمولاً غایب بودند.
حالا والیس نقطه عطف و پیشبرد مهم نورث را تعریف نهادها به عنوان قواعد بازی و ابزارهای تنفیذ می‌داند که باعث می‌شود بتوان آن‌ها (نهادها و سازمان‌ها) را از هم جدا کرد و درنتیجه، جداسازی قواعد بازی (نهادها) از سازمان‌هایی که واقعاً بازی را اجرا می‌کنند این امکان را فراهم می‌کند تا رابطه‌ای پویا بین منافع و انگیزه‌های پیش روی سازمان‌ها و ساختار بازی (نهادها) برقرار شود. مفهوم توصیفی که از این پویایی بیرون می‌آید «کارایی تطبیقی» است؛ در برخی جوامع، تعامل نهادها و سازمان‌ها یک مجموعه تغییرات نهادی ایجاد می‌کند که به شکل ذره‌ای بهتر و بهتر می‌شوند به جای یک توالی که عملکرد اقتصادی را گاهی بهتر و گاهی بدتر می‌کند.
اما والیس معتقد است نورث در کتاب ۱۹۹۰ خود به جای حل و فصل (یا یکپارچه کردن) تنش بین نیروهای بلندمدت و کوتاه مدتی که به تغییر نهادی می‌انجامد آن را تشدید کرد. قواعد بازی (نهادها) شامل قواعد رسمی، قواعد غیررسمی و هنجارهای رفتاری است.
نقطه محوری و مهم این کتاب از نگاه والیس این است که با تأکید بر کارکرد «ایجاد ثبات» و «ایجاد پیش‌بینی‌پذیری» نهادها عملاً ادعا کرد ماندگاری نهادها ربطی به نیروهای سیاسی و اقتصادی زمان واقعی نداشته بلکه برون‌داد محدودیت‌های طبیعی بر ظرفیت‌های انسان برای شناخت و فرهنگ است.
سپس به کتاب «فهم فرایند تحول اقتصادی» منتشره در ۲۰۰۵ اشاره می‌کند و می‌گوید نورث در این کتاب، این راه را به میزان بیشتری جلو برد، و سرانجام درمورد آخرین کتاب نورث «خشونت و نظم‌های اجتماعی» که با همکاری واینگست و خود او نوشته‌شده، و در ۲۰۰۹ منتشر شد، می‌نویسد تعامل بین سازمان‌ها و نهادها تمرکز اصلی کتاب است، ولی باتوجه به شرکتش در نوشتن این کتاب ارزیابی آن را به دیگران واگذار می‌کند.

## سه مفهوم اساسی در آثار و اندیشه‌ها
مهم‌ترین و پیشروترین اندیشه‌ها و آثار نورث با تکیه بر سه مفهوم مبنایی پیش رفته و نوشته‌شده‌است. درک تلقی وی از این سه مفهوم می‌تواند بنیادین‌ترین اندیشه‌های نورث را روشن سازد؛ با استفاده از مقاله‌ها و کتاب‌های او این سه مفهوم بررسی می‌شود:

### هزینه معاملاتی
به تمامی هزینه‌هایی که برای برخورداری از منافع ناشی از مبادلات و معاملات باید تقبل شوند، «هزینه معاملاتی» گفته‌می‌شود که اساس مبادلات را تشکیل می‌دهند. این هزینه‌ها دو هزینه اصلی را شامل می‌شود:
1. هزینه‌های اندازه‌گیریِ صفات مطلوب یک کالا یا خدمت که خریدار عملاً در یک مبادله و معامله به دنبال به‌دست‌آوردنِ آن است.
2. هزینه‌هایی که مطمئن شویم قراردادهای بین دو طرف در معامله به درستی اجرا می‌شود و این اطمینان را حاصل کند که اجرای قراردادها تضمین می‌شود؛ که شامل هزینه‌های حمایت کننده حقوق و هدایت و اجرای قراردادهاست.

این که در واقعیت کسب اطلاعات و اندازه‌گیری صفات مطلوب کالا یا خدمت مورد معامله، کاری به‌شدت سخت و هزینه‌بر است، کلید فهم هزینه‌های معاملاتی است؛ این هزینه‌ها منشأ نهادهای اجتماعی، سیاسی و اقتصادی‌اند.
نورث برای نشان‌دادن این سختی و پرهزینه بودن کسب اطلاعات، چند مثال می‌زند:
عقل سلیم به ما می‌گوید زمانی که آب پرتقال مصرف می‌کنیم؛ گرچه خود مبادله صرفاً عبارت است از پرداخت مثلاً ۲ دلار در ازای چهارده پرتقال؛ اما مقدار آب پرتقالی که می‌نوشیم، طعم و مقدار ویتامین C موجود در آن است که به ما مطلوبیت می‌بخشد. عیناً زمانی که اتومبیل می‌خریم، اگرچه بر حسب ظاهر فقط یک اتومبیل خریده‌ایم اما در حقیقت آنچه نصیبمان شده، عبارت است از ترکیب خاصی از رنگ، سرعت، شکل، طرح داخلی، جای پاها و مصرف بنزین که هرکدام از این ویژگیها، قیمت خود را دارند. زمانی که خدمات پزشکی را خریداری می‌کنیم، مهارت و رفتار پزشک، مدت زمان انتظار در مطب هم جزء خرید ما هستند. زمانی که در مقام رئیس گروه اقتصاد، استادیار اقتصاد استخدام می‌کنیم، نه تنها کمیت و کیفیت تدریس و تحقیق وی به هر نحوی که اندازه‌گیری شود، بلکه بسیاری از دیگر جنبه‌های عملکرد استادیار آینده را هم استخدام کرده‌ایم؛ جنبه‌هایی از این قبیل که آیا برای اداره کلاس خود را از قبل آماده می‌کند و به موقع در کلاس حاضر می‌شود، آیا حضورش برای همکارانش فایده ای دارد، آیا در امور گروه همکاری می‌کند، آیا از موقعیت خود نسبت به دانشجویان سوء استفاده نمی‌کند، و آیا به خرج گروه به دوستانش در نقاط دوردست (مثلا هنگ کنگ) تلفن نمی‌زند؛ بنابراین ارزش مبادله از نظر طرفین آن برابر است با ارزش خصوصیات متفاوتی که در یک کالا یا خدمت انباشته شده‌است. اندازه‌گیری این خصوصیات نیازمند صرف منابع است و تعریف و سنجش حقوقی که منتقل می‌شود نیز منابع اضافی طلب می‌کند.
درواقع در یک مبادله، طرفین تلاش می‌کنند صفات ارزشمند دارایی‌ها (کالا یا خدمت مورد معامله) را تعیین کنند؛ این جنبه‌ها به دلیل وجود هزینه‌های گزاف چندان به وضوح مشخص نیست و تعیین آن متضمن هزینه‌های زیادی است.
از طرف دیگر اطلاعات دو طرف دربارهٔ این صفات باارزش به یک میزان نیست، مثلاً در مثال‌های نورث، فروشنده پرتقال و دلال اتومبیل دست دوم بسیار بیشتر از خریداران آن کالاها از صفات با ارزش کالاهای مبادله شده آگاهی دارند، همین‌طور پزشک نیز دربارهٔ کیفیت خدمات و مهارت خود بسیار بیش از بیمار آگاهی دارد. به همین صورت استادیاران بسیار بیشتر از رئیس گروه دربارهٔ عادات شغلی خود می‌دانند. یا مثلاً خریدار بیمه عمر از یک شرکت بیمه، بیشتر از بیمه گر از سلامتی خود آگاه است. نه تنها یکی از طرفین مبادله بیش از طرف دیگر دربارهٔ برخی صفات با ارزش می‌داند، بلکه از پنهان کردن این اطلاعات می‌تواند سود هم ببرد.
چون اندازه‌گیری بسیار پرهزینه است، درنتیحه اجرا نیز پرهزینه خواهدشد، چراکه ما از صفات باارزش کالا یا خدمات مورد معامله یا از همه ویژگی‌های عملکرد کارگزاران آگاهی نداریم؛ و نظارت بر آن‌ها مستلزم داشتن این اطلاعات است، بنابراین این اندازه‌گیری و نظارت بر آن به تخصیص منابعی گزاف نیاز دارد.

### هزینه مبادله
نورث در مقاله «دولت و هزینه مبادله در تاریخ»، ۱۹۸۴ میزان «هزینه‌های مبادله» و عوامل تعیین‌کننده آن را مورد بررسی قرار داده‌است؛ او اساس وجود این هزینه‌ها را به دلیل وجود «هزینه‌های معاملاتی» می‌داند، اما علاوه بر آن، ساختار پشتیبانی از حقوق مالکیت و ایدئولوژی را نیز در میزان «هزینه مبادله» مؤثر قلمداد می‌کند. نورث در این مقاله معتقد است چهار متغیر عمده، میزان هزینه‌های مبادله را تعیین می‌کنند:
1. نخستین متغیر، همان عوامل تعیین‌کننده «هزینه‌های معاملاتی» است یعنی هزینه‌هایی که صرف اندازه‌گیری می‌شود؛ در این اندازه‌گیری‌ها سعی بر آن است که دقیقاً مشخص گردد طرفینِ مبادله، چه چیزی را رد و بدل می‌کنند، یا اینکه انتظار می‌رود عملکرد کارگزاران (خدمات) دارای چه ویژگی‌هایی باشد، که امری پرهزینه است؛ اندازه‌گیری، برای تعیین حدود حقوق مالکیت و نیز تضمین اجرای آن ضروری است و اساس تمامی هزینه‌های عقد و اجرای قراردادها را تشکیل می‌دهد. سپس نورث به مدل‌های نئوکلاسیکی انتقاد می‌کند و می‌نویسد در دنیای اطلاعات کامل و بدون هزینه، اندازه‌گیری، غیر ضروری بوده و «هزینه معاملاتی» وجود نخواهد داشت زیرا هر طرف دقیقاً می‌داند که چه چیزی مبادله شده و عملکرد کارگزار چه بوده‌است. در چنان شرایطی، تمهید ضمانت‌های اجرایی و اِعمال آن‌ها نیز غیر ضروری خواهد بود، چرا که هر دو طرف بدون هیچ گونه هزینه‌ای پیشاپیش از نتیجه هر گونه مناقشه‌ای اطلاع خواهند داشت. او این مدل را بدون سنخیت با واقعیت می‌داند چراکه در این صورت، منابع هنگفتی که جوامع به امر سازماندهی و تمهید ضمانت‌های اجرایی و اِعمال آن‌ها تخصیص می‌دهند زائد می‌شود، و چون در بهترین حالت نیز اطلاعات، ناکامل بوده و دسترسی به آن هزینه‌بر است، «هزینه معاملاتی» صفر نیست و سه متغیر دیگر اهمیت می‌یابند.
2. متغیر دوم، ماهیت فرایند مبادله است. دو نوع مبادله به‌طور کلی می‌تواند وجود داشته‌باشد:
  1. مبادله شخصی: مبادله‌ای است که در آن روابط خویشاوندی و دوستی و اعتماد فردی در محدود کردن رفتار طرفینِ مبادله مؤثرند، و حتی در صورت نداشتن این گونه روابط، معاملات مکرر و آشنایی شخصی با دیگر طرف‌های مبادله، رفتار را محدود می‌سازند؛ این عوامل، نیازِ مشخص کردن دقیق مفاد قرارداد و نیز اجرای آن را -که هزینه بر هستند- کاهش می‌دهند: یک فشردن دست، حتی برای انجام پیچیده‌ترین مبادله کفایت خواهد کرد.
  2. مبادله غیرشخصی: در این مبادلات هیچ عاملی وجود ندارد تا مانع از این شود که طرفین یکدیگر را فریب ندهند یا به‌دنبال زیرپاگذاشتن قول و قرار خود نروند تا اگر بتوانند از این طریق سود و بهره بیشتر کسب کنند. بدین دلیل، مفاد قراردادها بایستی تا حد امکان به‌طور دقیق مشخص گشته و تضمین‌هایی برای الزام به رعایت آن‌ها در نظر گرفته شود.
3. چگونگی تضمین اجرا، متغیر سوم است: در دنیای وجود تضمین اجرای کامل، طرف سومی وجود خواهد داشت که به‌طور بی‌طرفانه، به بررسی دعاوی پرداخته و ضرر طرفی را که در نتیجه عدم رعایت مفاد قرارداد متضرر شده‌است جبران می‌کند. در چنین دنیایی، فرصت‌طلبی، از زیر کار دررفتن و تقلب هیچ‌گاه به صرفه نخواهد بود. اما در واقعیت چنین دنیایی وجود ندارد، زیرا هزینه بر بودن اندازه‌گیری، غالباً تعیین این امر را که آیا اساساً اصول قرارداد نقض شده‌است یا نه (و تعیین طرف نقض کننده قرارداد را) مشکل می‌سازد، هم‌چنین طرف سوم نیز یک بازیگر واقعی است که می‌تواند براساس منافع خود، بی‌طرفی را رعایت نکند بنابراین، برای کاهش هزینه مبادله و درنتیجه، امکان عقد قراردادهای پیچیده -که از ضروریات دنیای تخصص و مبادله غیر شخصی هستند- وجود نظامی غیر شخصی از قوانین و دادگاه‌ها و قدرت قاهره‌ای جهت اجرای احکام آن‌ها، لازم است.
4. نگرش‌های ایدئولوژیک متغیر چهارم است: سه متغیر اول هزینه‌های مبادله را براساس این پیش‌فرض تعیین می‌کند که افراد تنها به حداکثر ساختن منافع خویش می‌پردازند، یعنی اگر تقلب به صرفه باشد، فرد تقلب می‌کند، اگر از زیر کار دررفتن میسر باشد، فرد از زیر کار در می‌رود، اگر کسی بتواند با اطمینان از مصون بودن با هر حیله‌ای حریف خود را از میدان به در کند، چنین خواهد کرد؛ در دنیای نئوکلاسیکی، رفتار را تنها قواعد و میزان مؤثر بودن ضمانت‌های اجرایی محدود می‌سازد. نورث معتقد است هر چند این فرض نئوکلاسیکی ابزار قدرتمندی در تحلیل مبادلات بازار بوده، ولی آشکارا ناکافی است چراکه با وجود هزینه‌های زیاد اندازه‌گیری و سنجش عملکرد، اگر هر کس بر آن باشد تا اگر به صرفه‌اش بود به تقلب، دزدی و از زیر کار دررفتن دست بزند، شکل گرفتنِ سازمان‌های پیچیده اجتماعی محال می‌شد. سپس با طرح یک پرسش به بررسی متغیر چهارم می‌پردازد: امانتداری، درستی، وفای به عهد و اطاعت از قانون مهم هستند، اما به چه میزان؟ براساس فرض نئوکلاسیکی ترجیحات و سلیقه‌ها مهم اما ثابت هستند. اما این‌ها و نگرش‌های ایدئولوژیک برعکس فرض‌های نئوکلاسیکی ثابت نیستند؛ میزان قدرت ایدئولوژی را می‌توان با مبلغی سنجید که افراد حاضرند از جیب خود بپردازند و از فرصت‌های ایجاد شده برای «سواری مجانی» استفاده نکنند. این مبلغ، هزینه‌ای است که شخص به خاطر اعتقاداتش تقبل می‌کند؛ این میزان متناسب است با «اعتقادات شخص دربارهٔ منصفانه بودن یا منصفانه نبودن قواعد و ترتیبات قراردادی جامعه». همچنین می‌توان به وسیله آموزش، تبلیغات و سمبل‌ها بر آن تأثیر گذاشت. توسل به مفاهیم عادلانه و منصفانه بودن از اهمیت ویژه‌ای برخوردار است، چرا که در غیر این صورت قادر نخواهیم بود تا بخش اعظم آموزش و پرورش و همچنین سرمایه‌گذاری هنگفتی را که سیاست‌مداران، کارفرمایان، رهبران کارگری و سایرین در کوشش برای متقاعد ساختن مردم به منصفانه یا غیر منصفانه بودن ترتیبات قراردادی به عمل می‌آورند، را توضیح دهیم. نورث در این مقاله تأکید می‌کند درک از ایدئولوژی هنوز بسیار مبهم است، اما یک نکته حائز اهمیت در این‌باره را متذکر می‌شود که به‌نظر می‌رسد تخصص و تقسیم کار، برداشت‌های متفاوتی را از واقعیت ایجاد می‌کنند که نتیجه آن به وجود آمدن دیدگاه‌های مخالف و متخاصم دربارهٔ عادلانه بودن یا نبودن ترتیبات نهادی است، بنابراین از نظر او در چنین دنیایی، هزینه عقد قرارداد با ثابت فرض کردن سایر شرایط افزایش می‌یابد، چرا که فرد نمی‌تواند برای تضمین رعایت قواعدها بر برداشت مشترک از مفهوم منصفانه بودن اتکا کند.[۳۴]

### نهاد
یکی از اساسی‌ترین مفاهیم در آثار و اندیشه‌های نورث و نقطه کانونی مباحثش، نهاد است. او در مقاله‌ها و کتاب‌های مختلفش بارها از نهاد سخن گفته، اما دو تعریفش از نهاد که می‌تواند ابعاد مختلف و جامع آن در نگاه نورث را برساند، عیناً نقل می‌شود:
نهادها قوانین بازی در جامعه‌اند، یا به عبارتی سنجیده‌تر قیودی هستند وضع شده از جانب نوع بشر که روابط متقابل انسان‌ها با یکدیگر را شکل می‌دهند. در نتیجه نهادها سبب ساختارمند شدن انگیزه‌های نهفته در مبادلات بشری می‌شوند، چه این مبادلات سیاسی باشند چه اقتصادی و چه اجتماعی. تغییرات نهادی مسیر تحول جوامع بشری در طول تاریخ را مشخص می‌کنند و بنابراین کلید فهم تغییرات تاریخی محسوب می‌شوند.
نهادها با در اختیار نهادن ساختارهایی برای زندگی روزمره، عدم اطمینان را کاهش می‌دهند. نهادها راهنمای کنش متقابل انساها هستند؛ بنابراین وقتی می‌خواهیم به دوستی در خیابان سلام کنیم، اتومبیل برانیم، پرتقال بخریم، پول قرض بگیریم، کسب و کاری راه بیاندازیم، امواتمان را دفن کنیم، یا به هنگام انجام هر کار دیگری، می‌دانیم (یا می‌توانیم به راحتی یاد بگیریم) که چه باید بکنیم. می‌دانیم اگر قرار بود داد و ستد مشابهی را در کشور دیگری مثلاً بنگلادش انجام دهیم آنگاه نهادها فرق می‌کردند. به قول اقتصاددان‌ها، نهادها حد و مرز مجموعه انتخابهای افراد را تعیین می‌کنند.
درواقع نورث نهادها را قید و بندهایی می‌داند که انسان آن‌ها را به منظور شکل‌دادن به ساختار روابط متقابل سیاسی، اقتصادی و اجتماعی خود تهیه کرده‌اند. او نهادها را شامل محدودیت‌های غیررسمی فتواهای دینی، محرمات، عادات و سنت‌ها و قوانین و اصول رفتاری و قواعد رسمی (قوانین اساسی قانون‌ها و حقوق مالکیت) می‌داند. به اعتقاد او در طول تاریخ، انسان نهادها را به وجود آورده‌است تا نظم ایجاد کند و عدم اطمینان مبادلات را کاهش دهد، بنابراین آن‌ها در کنار سایر قیود معمول در حوزه علم اقتصاد، مجموعه انتخاب‌ها را تعریف می‌کند و بنابراین، هزینه‌های تولید و مبادله و در نتیجه سودآوری و امکان‌پذیری فعالیت‌های اقتصادی را تعیین می‌کند.
یکی از مهم‌ترین مبانی اندیشه نورث این است که نهادها به‌طور فزاینده تطور می‌یابند و گذشته را به حال و آینده پیوند می‌دهد؛ تاریخ از نظر او در مجموع یک داستان طولانی از تطور نهادی است و عملکرد تاریخی اقتصاد کشورها فقط به عنوان بخشی از یک داستان ادامه‌دار، قابل درک است؛ بنابراین چون نهادها ساختار انگیزشی اقتصاد را شکل می‌دهند هنگامی که این ساختار انگیزشی تطور می‌یابد، تعیین می‌کند که جهت تحولات اقتصادی به کدام سمت (رشد با رکود تورمی) است.
نورث در آخرین کتابش، «خشونت و نظم‌های اجتماعی»، ۲۰۰۹ تعریف به‌روزتری از نهادها ارائه داد:
قواعد رسمی، قوانین مکتوب، معاهدات اجتماعی رسمی، هنجارهای غیررسمی، رفتارها و باورهای مشترک دربارهٔ جهان به همراه ابزارهای اجرا در زمره نهادها به حساب می‌آیند.

## پروژه‌های فکری (چهار کتاب مهم)

### ساختار و دگرگونی در تاریخ اقتصادی، ۱۹۸۱
نورث در کتاب «ساختار و دگرگونی در تاریخ اقتصادی» منتشر شده در ۱۹۸۱ این فکر که نهادها کارآمدند را کنار گذاشت و تلاش کرد این نکته را تبیین کند که چرا قواعد ناکارآمد، معمولاً وجود دارند و تداوم می‌یابند؟ در این کتاب این موضوع را از دریچه نظریه‌ای ساده و همچنان نئوکلاسیک در مورد دولت بررسی کرد که می‌توانست توضیح دهد چرا دولت می‌تواند قواعدی را تعیین کند که رشد اقتصادی را ترغیب نمی‌کنند؟ اما این نظریه و درک رایج، او را راضی نمی‌کرد و به دنبال ابداع مدلی جدید از فرایند سیاسی بود. این امر او را واداشت که در ۱۹۸۳ پس از ۳۳ سال دانشگاه واشینگتن را ترک کند و به دانشگاه واشینگتن در سن‌لوئیس برود و در آنجا مرکزی در زمینه اقتصاد سیاسی ایجاد کند.
پیشگفتار این کتاب هفت نکته را مطرح می‌کند:
1. مدل‌های اقتصادی نئوکلاسیک: نورث معتقد است از زمان آدام اسمیت به بعد، اقتصاددانان مدل‌های خود را بر مبنای نفع از تجارت بنا کردند؛ از نظر او تخصص‌گرایی و تقسیم کار، عامل اصلی ثروت ملل است.
2. دلیل نقص مدل‌های نئوکلاسیکی: اما بنا به اعتقاد او، اقتصاددانان، در ساختن مدل‌های خود، هزینه‌های تخصص‌گرایی و تقسیم کار که هزینه‌های معاملاتی هستند را نادیده گرفته‌اند. از نظر او این هزینه‌های معاملاتی زیربنای نهادهایی هستند که ساختار نظام سیاسی-اقتصادی را تعیین می‌کنند.
3. هدف این کتاب: نورث هدف این کتاب را معرفی چهارچوب جدیدی برای تحلیل اقتصاد از دوران باستان تاکنون عنوان می‌کند. به اعتقاد او یک چهارچوب جدید لازم است زیرا ابزارهای تحلیلی که تاریخدانان اقتصاد از آن‌ها استفاده می‌کنند، با مقوله‌های محوری تاریخ اقتصاد یعنی تبیین ساختی نهادی که عملکرد نظام اقتصادی را توضیح دهد و زیربنای آن باشد، و تغییر آن ساخت را بیان دارد، همخوانی ندارد. نورث می‌گوید برای دانشمندان علوم اجتماعی، بسط یک نظریه تغییرات نهادی، موضوع فکری اصلی است و این کتاب برخی از مبانی این نظریه -البته نه همه آن‌ها- را ارائه می‌دهد.
4. بخش‌های مختلف کتاب: در بخش اول نظریه‌ای ارائه می‌شود که بیشتر تاریخ اقتصاد گذشته را در مدلی جدید وارد می‌کند؛ و بخش دوم، دربرگیرنده تاریخ ده‌هزار ساله اقتصاد، از زمان شروع کشاورزی تا قرن بیستم است.
5. عناصر کلی چهارچوب جدید و سختی‌های طرح آن: نورث چهارچوب نظری کتاب را با سایر علوم اجتماعی مشترک می‌داند، درنتیجه معتقد است سازمان‌های سیاسی و ایدئولوژی، در تبیین تغییر نهادی عنصر مهمی به‌شمار می‌روند؛ این چهارچوب، تلاش می‌کند تغییرات اقتصادی از دوران باستان تاکنون را بیان کند، توجیه کشف تاریخ اقتصادی در این مقیاس جهانی، از نظر او این است که پیشرفت در تبیین تاریخ اقتصادی مستلزم مبنایی تصوری است. تأکید او این است که درک از گذشته بر مبنای نظریه‌ای است که به کار می‌بریم و نظریه نئوکلاسیک به‌شدت ناکاراست؛ بنابراین نظریه و رسالات تاریخی دیگر در این کتاب، مبنایی برای بررسی روش‌مند و آزمون فرضیات جدید فراهم می‌آورد که به‌واسطه آن، جستجو برای شواهد جدید و سپس اصلاح یا ابطال فرضیات دنبال خواهدشد. به باور نورث برای مشارکت در علم، نظریه باید بالقوه قابل ابطال باشد یعنی یا باید مستقیماً با فرضیات به کار گرفته شده در مطالعه، یا فرضیات منطقی که از استدلال استخراج می‌شود، قابل آزمون و بررسی باشد؛ ولی اشاره نورث به سختی این راه برای بنا کردن یک چهارچوب نظری برای بیان تغییرات نهادی است چراکه هرچقدر آزمون‌های قطعی تبیین‌های گذشته اقتصاد ممکن نباشد به همان اندازه می‌توانیم انتظار داشته‌باشیم که تبیین‌های رقیب و متعدد در کنار هم وجود داشته که موجب سیاست‌های تجویزشده متنوع و متعارض امروزی می‌شوند. اما او امیدوارانه نگاه می‌کند: «به‌هرحال در اینجا تصویری از واقعیت ارائه شده‌است و نه ناامیدی: اگر اعتقاد داشته باشیم یک تبیین منفرد علمی از گذشته امکان‌پذیر است خود را فریب داده‌ایم، اما اگر به سمت این هدف پیش نرویم علم اقتصاد متضرر خواهد شد. جستجوی مداوم برای فرضیات قابل آزمون و رشد مداوم شواهد نهایتاً می‌تواند تعداد توضیحات رقیب را کاهش دهد. شاید هرگز نمی‌توان درمورد تمام مقوله‌ها به توافق نظر رسید، اما برای برخی از آن‌ها می‌توانیم دامنه توضیحات متناوب را محدود کنیم.»
6. مخاطبان کتاب: او مخاطبان کتاب را گروه زیادی علاوه بر تاریخدانان اقتصاد می‌خواند و به این خاطر تلاش کرده‌است از زبان فنی اقتصادی تا حد ممکن کمتر استفاده شود. هرچند در فصل اول، مقولات را با واژه‌های رسمی اقتصاد بیان کرده، اما در مابقی کتاب تلاش به عمل آورده تا استدلال‌ها برای غیراقتصاددانان نیز روشن باشد.
7. پیشینه مطالعه انجام‌شده: او این کتاب را ادامه مطالعه تغییر نهادی می‌داند که با کتاب‌های «تغییر نهادی و رشد اقتصادی آمریکا» (۱۹۷۱) نوشته او و لانس دیویس و «ظهور جهان غرب: تاریخ اقتصادی جدید» (۱۹۷۳) حاصل همکاری‌اش با رابرت توماس شروع شد.[۳۹]

### نهادها، تغییرات نهادی و عملکرد اقتصادی، ۱۹۹۰
کتاب «نهادها، تغییرات نهادی و عملکرد اقتصادی» منتشر شده در ۱۹۹۰ حاصل تلاش‌های تحقیقاتی نورث در دهه هشتاد میلادی است؛ نورث تلاش کرد چهارچوبی اقتصادی سیاسی را بسط دهد که در آن چهارچوب، بتوان تغییرات بلندمدت نهادها را بررسی کرد.  اصل عقلانیت مدلی است که در اقتصاد نئوکلاسیک تحلیل می‌کند که افراد بر چه اساس تصمیم می‌گیرند و تعاملات اقتصادی به کدام سمت می‌رود؟ و تلاش برای حل معمای  اصل عقلانیت، نقطه کانونی این کتاب است.
نورث در ابتدای پیشگفتار این کتاب دلیل اهمیت زیاد نهادها و تمرکزش به نهادها و تغییرات نهادی را در یک پاراگراف بیان می‌کند:
تاریخ مهم است. اهمیت تاریخ صرفاً به این دلیل نیست که می‌توانیم از گذشته بیاموزیم، بلکه به دلیل آن است که حال و آینده به واسطه تداوم نهادهای یک جامعه با گذشته پیوند دارند. گذشته انتخاب‌های امروز و فردا را شکل می‌دهد و گذشته را فقط در قالب حکایت تحول نهادی می‌توان فهمید. الحاق نهادها به نظریه اقتصادی و تاریخ اقتصادی گامی است اساسی برای اصلاح نظریه و تاریخ اقتصادی.
سپس و بر این مبنا آنچه در این تحقیق انجام داده‌است را توضیح می‌دهد که آن را در سه محور می‌توان بیان کرد:
1. ارائه چارچوب کلی نظریه نهادها و تغییرات نهادی: نورث می‌گوید اگرچه مبنای این تحقیق مطالعات پیشین او در زمینه نهادهاست، که مشغله اصلی‌اش در بیست سال گذشته بوده‌است، اما در این تحقیق با عمق بسیار بیشتری نسبت به مطالعات گذشته، دربارهٔ ماهیت نهادهای اقتصادی و سیاسی و نحوه تغییر آنها کندوکاو کرده‌است؛ تعیین این که نهادها دقیقاً چه هستند؟ تفاوت آن‌ها با سازمان‌ها در چیست؟ و چگونه بر هزینه‌های معاملاتی و تولید تأثیر می‌گذارند؟ محور اصلی این تحلیل است.
2. اهمیت تبیین تحول چهارچوب‌های نهادی: تأکید اصلی و اساسی نورث بر معضل همکاری بشری است. او علت اصلی رشد اقتصادی و به چنگ آوردن منافع ناشی از تجارت (که نکته محوری ثروت ملل آدام اسمیت می‌داند) یا از سوی دیگر ایجاد رکود و زوال اقتصادی را شکل‌گیری و تحول نهادها می‌داند. چرا که نهادها می‌توانند محیطی مناسب فراهم آوردند تا معضل مبادله پیچیده، براساس راه حل متکی بر همکاری متقابل حل شود [و هزینه مبادله کاهش یابد] و راه برای رشد اقتصادی گشوده‌شود. یا برعکس همکاری‌های بشری غیرمولد رکود و زوال اقتصادی را حاصل کنند. نورث تأکید می‌کند در این تحقیق مسئله تبیین تحول چارچوب‌های نهادی‌ای که منجر به رکود و زوال اقتصادی می‌شوند، را همان‌قدر مورد توجه قرار داده‌است که توضیح نهادهایی که به موفقیت‌های اقتصادی می‌انجامند.
3. ایجاد نظریه‌ای درمورد تغییرات نهادی: او گشودن راهی برای نزدیک شدن به مسئله و برداشتن نخستین گام لازم برای ایجاد نظریه‌ای در مورد تغییرات نهادی را هدف اصلی‌اش در این تحقیق بیان می‌کند؛ بنابراین بخش اعظم کتاب را به ساخته و پرداخته کردن چارچوب تحلیلی اختصاص داده‌است، مثال‌های تاریخی که آورده‌است به کار روشنگری و توضیح می‌آیند و مقصودش از آن‌ها این است که ثمربخش بودن رویکرد نهادی را نشان دهند. اما تأکید می‌کند این نوع مثال‌های تاریخی به درد آن نوع آزمون فرضیه‌ای که نهایتاً باید انجام شود، نمی‌خورند.

نورث در آخر می‌گوید هرچند پیام اصلی‌اش به اقتصاددانان و تاریخ‌دانان اقتصادی است، ولی فکر می‌کند این بحث به همان اندازه برای دیگر دانشمندان علوم اجتماعی نیز جالب خواهد بود. با توجه به این موضوع تلاش کرده‌است تا از واژه‌گان اقتصادی، حداقل استفاده را کند و تحلیلش برای کسانی که اقتصاددان نیستند هم واضح و روشن باشد.

### فهم فرایند تحول اقتصادی، ۲۰۰۵
در ادامه این مسیر تحقیقاتی که حاصلش در کتاب «نهادها، تغییرات نهادی و عملکرد اقتصادی» آمده بود، باید تبیینی از انتخاب‌های مردم داشت و پاسخی برای این سوال پیدا کرد که چرا و چگونه ایدئولوژی‌هایی از قبیل کمونیسم یا بنیادگرایی اسلامی می‌تواند انتخاب آن‌ها را شکل دهد و مسیر تحول نظام‌های اقتصادی در طول سالیان متمادی را تعیین کند؟ برای رسیدن به چنین تبیینی، شناخت نحوه یادگیری ذهن و چگونگی انتخاب، ضروری بود و  این کار، مستلزم کاووشی عمیق در علوم شناختی؛ تنها از این طریق می‌توان به مسئله ایدئولوژی پی برد. بنابراین تمرکز تحقیقات نورث از ۱۹۹۰ به این مسئله اختصاص یافت.
این‌ها سوالات اساسی این مسیر اند:
- مردم چگونه انتخاب می‌کنند؟
- در چه شرایطی  اصل عقلانیت ابزار مفیدی است؟
- و افراد چگونه در شرایط نامطمئن و مبهم دست به انتخاب می‌زنند؟

او این مسیر را ادامه داد و خواست چهارچوبی تحلیلی را بسط دهد که بتواند به صورت بهتری تغییرات بلندمدت سیاسی، اجتماعی و اقتصادی را تبیین کند، برای این کار دست به کاووش عمیق‌تری در علوم شناختی زد تا با کمک آن، برای فهم چگونگی عملکرد ذهن و مغز و نحوه ارتباط آن با انتخاب‌ها و نظام اعتقادی مردم تلاش کند. این‌ها زیربنای تغییرات نهادی اند بنابراین پیش‌شرطی ضروری برای بسط نظریه‌ای درباره تغییر نهادی به حساب می‌آیند. او هم‌چنین تلاش کرد نظریه اقتصادی، اجتماعی و سیاسی را با هم تلفیق کند چرا که نظریه‌ای کارا درباره تغییرات اقتصادی نمی‌تواند تنها به علم اقتصاد محدود باشد و باید با علوم اجتماعی و سپس آن‌ها با علوم شناختی تلفیق شوند. حاصل این پژوهش‌ها کتاب «فهم فرآیند تخول اقتصادی» منتشر شده در ۲۰۰۵ است.
نورث در پیشگفتار این کتاب ابتدا به اهمیت «فهم فرایند تحول اقتصادی» می‌پردازد و آن را مفهومی می‌داند، که دلایل عملکرد متفاوت اقتصادها در زمان گذشته و حال را توضیح می‌دهد. نورث می‌گوید فقط در صورت داشتن چنین نظریه‌ای قادر به بیان دلایل تاریخ طولانی رشد پایدار ایالات متحده آمریکا و اروپای غربی، صعود و افول غیرمنتظره اتحاد جماهیر شوروی، عملکردهای متمایز رشد اقتصادی سریع تایوان و کره جنوبی و رکورد ملال‌انگیز اقتصادهای جنوب آفریقا و تکامل متمایز آمریکای لاتین و آمریکای شمالی خواهیم بود؛ و چنین دانشی را ورای فهم گذشته، کلید بهبود عملکرد اقتصادها در زمان حال و آینده می‌داند. او معتقد است فهم واقعی چگونگی رشد اقتصادها، درها را برای نیل به رفاه انسانی بیشتر و کاهش بدبختی و فقر شدید می‌گشاید.
سپس به سکوت و ناتوانی پارادایم و چهارچوب نئوکلاسیک برای تبیین این نظریه و درنتیجه جهانی که در آن زندگی می‌کنیم، اشاره می‌کند؛ جهانی پیوسته در حال تغییر و سرشار از عدم اطمینان که به شیوه‌های جدید و بی بدیلی، پیوسته در حال تکامل تدریجی است؛ بنابراین تلاش می‌کند محورهایی را برای تبیین فهم تحول اقتصادی، سیاسی و اجتماعی -که نمی‌توان به تغییر در یکی از آن‌ها بدون تغییر در سایر ابعاد پرداخت- در طول زمان ارائه کند، سپس به معرفی موضوع کتاب و بخش‌های مختلف آن می‌پردازد:
1. ابتدا می‌گوید بعید است بتوان نظریه پویایی در این‌باره داشت که به لحاظ سبک، همانند نظریه تعادل عمومی باشد، اما اظهار امیدواری می‌کند اگر بتوان به فهمی از فرایند اساسی و زیربنایی تغییر دست یافت، آنگاه می‌توان تا حدی به طرح فرضیه‌های محدودتری دربارهٔ تغییر، پرداخت که می‌تواند به میزان بسیاری، سودمندی نظریه علوم اجتماعی را در مواجهه با مسائل انسانی بهبود بخشد.
2. نورث این مطالعه را بسط و توسعه بسیار اساسی اقتصاد نهادی جدید می‌داند؛ و مرور مختصر مطالعه اولیه‌اش دربارهٔ تحول نهادی را فراهم‌کننده زمینه مناسبی برای این کار قلمداد می‌کند؛ از زمان انجام مطالعات اولیه او با لنس دیویس (دیویس و نورث، ۱۹۷۱) و رابرت توماس (نورث و توماس، ۱۹۷۳) نهادها را در کانون فهم اقتصادها قرار داده‌بود، زیرا نهادها ساختار انگیزشی اقتصادها هستند. همچنین بر مطالعه این موضوع متمرکز شده‌بود که چطور اقتصادهایی که متشکل از نهادهایی بودند که انگیزه‌هایی را برای رکود و انحطاط اقتصادی فراهم می‌کردند، توانستند تداوم یابند. از نظر او و همکارانش منبع اصلی این ماندگاری و پایداری، ویژگی‌های محیط انسانی و شیوه تفسیر این محیط توسط انسان هاست. اما می‌گوید ماهیت و ویژگی اختصاصی «تحول اجتماعی» و شیوه فهم امور توسط انسان‌ها و عمل براساس «فهم تحول اجتماعی» در مطالعات اولیه‌اش مورد توجه قرار نگرفته‌بود.
3. او برای این که بتوان به این موضوعات پرداخت، نقطه کانونی مسئله را «قصدمندی بازیگران» می‌داند؛ او تحول اقتصادی را یک فرایند می‌داند که کلید تحول تکاملی انسان، برعکس آنچه در نظریه تکاملی داروین بیان می‌شود، «قصدمندی بازیگران» است؛ تکامل انسانی تحت هدایت ادراکات بازیگران صورت می‌گیرد؛ انتخاب‌ها و تصمیمات انسان‌ها برآمده از درک آن‌ها است؛ انسان‌ها با توجه به درکشان این تصمیمات را می‌گیرند تا عدم اطمینان سازمان‌های سیاسی، اقتصادی و اجتماعی را به منظور تعقیب اهدافشان کاهش دهند؛ بنابراین تحول اقتصادی، فرایندی آگاهانه و هدفمند است که از طریق ادراکات کنشگران دربارهٔ پیامدهای کنش‌هایشان شکل می‌گیرد. ادراکات از باورهای بازیگران -یعنی نظریه‌هایی که آن‌ها دربارهٔ پیامدهای کنش‌هایشان دارند- نشأت می‌گیرد، باورهایی که نوعاً با ترجیحات آن‌ها پیوند دارد.
4. بنابراین آنچه اهمیت می‌یابد توجه به این نکته است که «انسان‌ها چطور به فهم محیطشان می‌پردازند؟» انسان‌ها براساس سازه‌های ذهنی خود که برگرفته از تجارب دوران معاصر و گذشته‌اشان است، جهان اطرافشان را درک و تبیین می‌کنند. با توجه به این نکات نورث به مفهوم «یادگیری انسان» تمرکز می‌کند: یادگیری انسان چیزی بیش از انباشت تجارب فردی در دوران زندگی است، درواقع یادگیری انسان، تجارب انباشته‌شده نسل‌های گذشته نیز است. او در توضیح این ادعا می‌گوید یادگیری تراکمی جامعه، در زبان، حافظه بشر، نظام‌های ذخیره نمادها و نشانه‌ها شامل باورها، افسانه‌ها و اسطوره‌ها، و شیوه‌های انجام امور، تجسم می‌یابد که فرهنگ جامعه را می‌سازند؛ بنابراین فرهنگ نه تنها تعیین‌کننده عملکرد جامعه در یک لحظه از زمان است، بلکه از طریق شیوه‌ای که در آن چارچوب‌هایش، بازیگران را محدود می‌کند، به فرایند تحول در طی زمان نیز کمک می‌کند؛ بنابراین به اعتقاد نورث کانون توجه باید «یادگیری انسان» باشد، یعنی آنچه یادگرفته می‌شود و اینکه آن چطور در بین اعضای یک جامعه به اشتراک گذاشته می‌شود. او تأکید می‌کند باید فرایند تدریجی‌ای را مورد توجه قرار داد که از طریق آن فرایند، باورها و ترجیحات، تغییر می‌یابند، همچنین شیوه‌ای که باورها و ترجیحات از طریق آن، عملکرد اقتصادها را در طول زمان شکل می‌دهند، باید مورد توجه قرار گیرد.
5. تأکید مبنایی و اساسی نورث این است که شکاف عظیم میان اهداف و نتایج در سراسر تاریخ بیانگر وجود تنشی مستمر میان دو چیز است:
  1. چارچوب‌هایی که انسان‌ها برای فهم چشم‌انداز انسانی ایجاد کردند
  2. «واقعیت» ِ پیوسته در حال تغییر چشم‌انداز مذکور.

این تنش یادشده و دلالت‌های آن برای وضعیت بشر در زمان گذشته، حال و آینده، موضوع کتاب است؛ در بخش اول، ابعاد چالش پیچیده برای انجام مطالعه عمیق «فرایند تحول اقتصادی» مورد تصریح و شناسایی قرار می‌گیرد و بخش دوم نیز تلاش می‌کند، مسیری به سوی فهم عمیق‌تر باز کند.
در آخر نورث جمع‌بندی می‌کند تا زمانی که به فهم فرایند تحول اقتصادی نپردازیم، به نحوی سودمند قادر به مدل‌سازی تحول اقتصادی نیستیم. او می‌گوید:
یک مدل مطلوب، متضمن فهم جامع پیشینی از عوامل پیچیده سازنده فرایند مذکور و سپس ساده‌سازی آگاهانه عناصر اساسی آن است.
او فهم فرایند تحول اقتصادی را پیشنیازی ضروری می‌داند که در اقدام شتابزده اقتصاددانان در مدل‌سازی تحول و رشد اقتصادی مغفول مانده‌است؛ و تصریح می‌کند فاصله بسیاری با فهم کامل فرایند تحول اقتصادی وجود دارد، و تا زمانی که به فهم کامل فرایند یادشده دسترسی نیابیم، موفقیت بسیار کمی در بهبود هدفمند و مدبرانه عملکرد اقتصادی وجود خواهدداشت. او آنچه در کتاب مطرح می‌شود را تلاش برای بهبود فهم‌مان از فرایند مذکور می‌داند.

### خشونت و نظم‌های اجتماعی، ۲۰۰۹
کتاب «خشونت و نظم های اجتماعی» انتشار یافته در ۲۰۰۹ تلاش می‌کند چهارچوب مفهومی‌ برای تبیین رابطه بین اقتصاد و سیاست و مدلی درباب حکومت را ارائه دهد. این کتاب توضیح می‌دهد که همواره خشونت به عنوان تهدیدی همه جا حاضر بوده و چگونه تلاش برای کنترل آن جوامع و تعاملات انسانی را در طول تاریخ شکل داده است.
ابتدا در قالب چند پرسش و پاسخ مفاهیم مقدماتی‌ای که نورث و همکارانش در پیشگفتار این کتاب توضیح داده‌اند، بیان می‌شود، سپس اشاره آن‌ها به موضوع و هدف اصلی کتاب، طرح می‌شود:
1. تغییرهای اجتماعی کلان‌مقیاس، چگونه تبیین می‌شود؟ هر تبیینی از این تغییرها، حاوی نظریه‌ای از علم اقتصاد، نظریه‌ای از علم سیاست و نظریه ای از رفتار اجتماعی است، این نظریه‌ها گه‌گاه، همانند نظریه ماتریالیستی مارکس، به صراحت بیان می‌شوند؛ اما اغلب به شکل ضمنی درآمده و حتی در بسیاری از موارد نظریه‌های علم اقتصاد و علم سیاست مستقل از یکدیگر هستند.
2. بین توسعه اقتصادی و سیاسی چگونه می‌توان پیوند و اتصال برقرار کرد؟ علوم اجتماعی با وجود مداقه و تلاش‌های بسیار زیاد، هنوز نتوانسته‌است این مسئله را، چه در طول تاریخ و چه در دنیای مدرن، فهم و درک نماید. دلیل این امر و نبود نظریه علمی‌ای که هر دو حوزه اقتصاد و سیاست را در بربگیرد، «عدم وجود تفکری نظام‌مند پیرامون مسئله کانونی خشونت در جوامع انسانی» است.
3. چگونگی کنترل خشونت در جوامع چه تأثیری دارد؟ اینکه جوامع انسانی چگونه تهدید همه جا حاضر به اِعمال خشونت را حل می‌کنند به قالب‌هایی که تعامل انسانی به خود می‌گیرد، از جمله قالب نظام‌های سیاسی و اقتصادی، شکل می‌دهد و آن‌ها را محدود می‌سازند.
4. جوامع چگونه خشونت را محدود و مهار می‌کنند؟ جوامع برای این کار، طی ده هزار سال گذشته، شروع به کنترل فعالیت‌های سیاسی، اقتصادی، دینی و آموزشی کردند.
5. جوامع چگونه فعالیت‌های سیاسی، اقتصادی، دینی و آموزشی و درنتیجه خشونت را کنترل می‌کنند؟ در بیشتر جوامع، قدرت‌های سیاسی، اقتصادی، دینی و نظامی را نهادهایی خلق می‌کنند که سازمان‌ها و روابط انسانی را ساختارمند می‌کنند. این نهادها همزمان امکان کنترل بر منابع و کارکردهای اجتماعی را به افراد می‌دهند و از این رهگذر، انگیزه‌های پیش روی افراد و گروه‌هایی را که به خشونت دسترسی دارند به نحوی شکل می‌دهند تا استفاده از خشونت را محدود کنند. این الگوهای سازمان دهی اجتماعی را نظم اجتماعی می‌نامیم.

«درک این نکته که چگونه نظم‌های اجتماعی تعاملات اجتماعی را ساختارمند می‌کنند؟» هدف اصلی کتاب است. چهارچوب مفهومی ارائه شده، (چهارچوب مفهومی نظم دسترسی) منطق درونی دو نوع نظم اجتماعی حاکم بر جهان مدرن و فرایند گذار جوامع از یک نظم اجتماعی به نظم دیگر را تبیین می‌کند. (نظم اجتماعی اولیه پیش از این دو، نظم خوراک جویی بود که ویژگی جوامع شکارگر گردآوری کننده خوراک است)
1. حکومت طبیعی (نظم اجتماعی دسترسی محدود): حکومت‌های طبیعی برای اینکه رقابت اقتصادی را قانونمند کنند و رانت‌های اقتصادی خلق کنند از نظام سیاسی استفاده می‌کنند؛ درواقع خلق این رانت‌های اقتصادی، روابط اجتماعی را نظم و سامان بخشیده، خشونت را کنترل کرده و همکاری اجتماعی را برقرار می‌سازد. حکومت طبیعی تاریخ بشر را دگرگون کرد؛ بی‌شک حکومت‌های طبیعی اولیه فناوری‌های جدیدی را بسط دادند که سرآغاز تاریخ ثبت شده بشر بوده‌است. امروزه بیشتر مردم جهان هنوز در حکومت‌های طبیعی زندگی می‌کنند.
2. نظم اجتماعی دسترسی باز: سپس منطق نظم اجتماعی دیگری مورد بررسی قرار می‌گیرد که در معدود جوامعی در آغاز سده نوزدهم پدیدار شد: جامعه دسترسی باز. جوامع دسترسی باز همانند پدیدار شدن حکومت‌های طبیعی، تاریخ بشر را به شیوه ای بنیادین دگرگون کردند. امروزه حدود ۲۵ کشور و ۱۵ درصد جمعیت جهان در جوامع دسترسی باز زندگی می‌کنند؛ ۱۷۵ کشور و ۸۵ درصد بقیه جمعیت جهان در حکومت‌های طبیعی زندگی می‌کنند. جوامع دسترسی باز رقابت سیاسی و اقتصادی را به شیوه‌ای تنظیم می‌کنند که از ورود به صحنه فعالیت سیاسی و اقتصادی و عامل رقابت برای نظم بخشی به روابط اجتماعی استفاده می‌شود.
3. وظیفه سوم کتاب تبیین این نکته است که چگونه جوامع از حکومت‌های طبیعی به جوامع دسترسی باز گذار می‌کنند.

نورث و همکارانش تأکید می‌کنند در این کتاب چهارچوبی مفهومی و نه نظریه ای رسمی یا تحلیلی را صورت بندی کرده‌اند؛ و همچنین خواست آن‌ها نگارش کتابی بود که برای انواع دانشمندان اجتماعی و تاریخ نگاران قابل فهم باشد.
براساس گفته آن‌ها این سه نظم اجتماعی سه الگوی متمایز در تاریخ بشر را مورد شناسایی قرار می‌دهند؛ در این کتاب نشان داده‌می‌شود که چگونه نظم اجتماعی دوم و سوم ساختارمند شدند، چرا آن‌ها به این شیوه عمل می‌کنند و منطق زیربنایی گذار از یک نظم اجتماعی به نظم اجتماعی دیگر چیست؟ آنچه ارائه می‌شود مدلی صوری نیست که مستلزم آزمون‌های تجربی صریح باشد یا پیش‌بینی‌های قطعی دربارهٔ تغییر اجتماعی ارائه دهد. در عوض، چهارچوبی مفهومی پیشنهاد شده که الگوهای درون‌زای رفتار اجتماعی، اقتصادی، سیاسی، نظامی، دینی و آموزشی را به صراحت دربرمی‌گیرد.
چالش این مطالعه تبیین این نکته است که چگونه نهادهای اجتماعیِ بادوام و پیش‌بینی پذیر، با جهانی همیشه در حال تغییر، پیش‌بینی ناپذیر و بدیع، درون چهارچوبی سازگار با نیروهای پویای تغییر اجتماعی، رابطه دارند. تأکید نورث و همکارانش این است که درون این چهارچوب به دنبال هیچ غایت گرایی نیستند: این صرفاً تبیینی پویا از تغییر اجتماعی و نه لزوماً پیشرفت اجتماعی است.
در آخر می‌نویسند که مثال‌های تاریخی را با بحث مفهومی درآمیختند تا با شواهد کافی نشان دهند این الگوها واقعاً در جهان وجود دارد. در مورد گذار از حکومت‌های طبیعی به جوامع دسترسی باز، نشان دادند می‌توان نیروهای شناسایی شده را در سوابق تاریخی موجود بازجست. آن‌ها تأکید می‌کنند که قصد ندارند تاریخی نو از جهان بنویسند، بلکه تاریخ برای آن‌ها مثال‌ها و روشن‌گری‌ها را ارائه می‌دهد به جای اینکه آزمون‌هایی قطعی از اندیشه‌های آن‌ها باشد. مثال‌های ارائه شده در کتاب از انقلاب نوسنگی تا جمهوری و امپراطوری روم، از تمدن آزتک آمریکای مرکزی تا سده‌های میانه و حال را در بر می‌گیرد. سپس به استدلال احتمالی برخی کارشناسان در حیطه زمان‌ها و مکان‌هایی که بررسی کرده‌اند، اشاره کردند که خواهند گفت این مثال‌ها از بافتار عادی خود خارج شده‌اند، نورث و همکارانش در برابر این نقد احتمالی می‌گویند بله، این کار را به قصد قرار دادن این مثال‌ها در بافتارهای جدید کرده‌اند تا چهارچوبی جدید برای تفسیر جریان تاریخ بشر طی ده هزار سال گذشته ارائه دهند، و راه‌هایی جدید برای اندیشیدن دربارهٔ مشکلات عاجل توسعه سیاسی و اقتصادی، که جهان امروز با آن‌ها روبرو است، گشوده شود.

## فهرست فعالیت‌ در مراکز علمی، تحقیقاتی و...
- فعالیت در دانشگاه واشینگتن ۱۹۵۰ تا ۱۹۸۳:[۱۷]
  - استاد دستیار [acting assistant professor]، از ۱۹۵۰ تا ۱۹۵۱[۱۵]
  - استادیار، از ۱۹۵۱ تا ۱۹۵۶[۱۵]
  - دانشیار، از ۱۹۵۶ تا ۱۹۶۰[۱۵]
  - استاد اقتصاد، از ۱۹۶۰ تا ۱۹۸۳ (از ۱۹۶۷ تا ۱۹۷۹ به عنوان رئیس گروه اقتصاد)[۱۶]
- عضو پژوهشگر در دفتر ملی تحقیقات اقتصادی از ۱۹۵۶[۱۹]
- دانشیار مهمان در دانشگاه استنفورد ۱۹۵۸[۱۵]
- همکاری با ژورنال تاریخ اقتصاد از سال ۱۹۶۰ (این مجله به موضوع کلیومتریک یا اقتصادسنجی تاریخی می‌پردازد)[۴]
- مدیر انستیتوی تحقیقات اقتصادی در دانشگاه واشینگتن از ۱۹۶۱[۱۹]
- عضو هیئت علمی بنیاد فورد ۶۷–۱۹۶۶[۴۳]
- انتخاب به عنوان رئیس انجمن تاریخ اقتصاد ۱۹۷۲[۱۹]
- استاد [Peterkin Professor] اقتصاد سیاسی در دانشگاه رایس ۱۹۷۹[۴۴]
- استاد [Pitt Professor] نهادهای آمریکایی در دانشگاه کمبریج ۱۹۸۱ تا ۱۹۸۲[۱۵]
- عضو هیئت علمی دانشگاه واشینگتن در سن‌لوئیس ۱۹۸۳ تا آخر عمر (از سال ۱۹۸۴ تا ۱۹۹۰ به‌عنوان مدیر مرکز اقتصاد سیاسی):[۴]
  - استاد [Henry R. Luce Professor] حقوق و آزادی [Law and Liberty] و استاد اقتصاد و تاریخ، در دپارتمان اقتصادِ [کالج] هنر و علوم، از ۱۹۸۳ تا ۱۹۹۶[۴۵][۱۵]
  - استاد [Spencer T. Olin Professor] در [کالج] هنر و علوم [Arts and Sciences]، از ۱۹۹۶ تا ۲۰۱۲ (نورث این رتبه که بالاترین سطح در این دانشگاه است[۵] را برای اولین بار در اکتبر ۱۹۹۶ دریافت کرد)[۶]
  - استاد بازنشسته [Spencer T. Olin Emeritus Professor] در [کالج] هنر و علوم [Arts and Sciences]، از ۲۰۱۲ تا آخر عمر (۲۰۱۵)[۱۵]
- تأسیس مرکزی در زمینه اقتصاد سیاسی در دانشگاه واشینگتن در سن‌لوئیس[۱۷]
- انتخاب به عنوان عضو آکادمی هنرها و علوم آمریکا ۱۹۸۷[۴۶]
- همکاری با مرکز مطالعات پیشرفته علوم رفتاری در دانشگاه استنفورد ۱۹۸۸–۱۹۸۷[۱۸]
- تأسیس مرکزی برای علوم اجتماعی نوین نهادی از ۱۹۹۴[۴۷]
- همکار پژوهشی ارشد انستیتو هوور در دانشگاه استنفورد از ۱۹۹۵[۲۲]
- انتخاب به عنوان عضو آکادمی انگلیس ۱۹۹۶[۱۹]
- مشاور گزارش توسعه جهانی ۱۹۹۷: دولت در دنیای متغیر، بانک جهانی[۱۹]
- تأسیس انجمن بین‌المللی اقتصاد نوین نهادی به همراه رونالد کوز (برنده جایزه نوبل در سال ۱۹۹۱) از ۱۹۹۷[۴۸]
- متولی سازمان مردم‌نهاد اقتصاددانان برای صلح و امنیت[۴]
- مشاور ویژه سازمان غیرانتفاعی و غیردولتی ویپانی که در زمینه کاهش فقر درمیان روستاییان فعالیت می‌کند.[۴]
- همکاری با پروژه اجماع کپنهاگ ۱ و ۲ (اولویت بندی مشکلات جهانی در سال‌های ۲۰۰۴ و ۲۰۰۸) و پروژه «راهنمای بخشش» اجماع کپنهاگ (اولویت‌بندی کارهای خیریه با توجه به نتایج اجماع کپنهاگ ۲) به عنوان کارشناس ۲۰۰۴ و ۲۰۰۸[۱۸]
- همکاری با بانک جهانی[۴۹]

## جوایز و افتخارات
- کمک‌هزینه گوگنهایم برای علوم انسانی ـ تاریخ اقتصادی ۱۹۷۲[۵۰]
- جایزه جان آر کامونز ۱۹۹۱ (نورث اولین اقتصاددان رشته تاریخ اقتصاد است که این جایزه را دریافت کرده‌است)[۴]
- جایزه نوبل اقتصاد به همراه فوگل ۱۹۹۳[۴]
- Spencer T. olin professor [بالاترین درجه علمی  و انتصاب در دانشگاه واشینگتن در سن‌لوئیس] ۱۹۹۶ (نورث اولین استادی است که این عنوان را کسب کرده‌است)[۵][۶]
- جایزه «جستجوی» انجمن ویلیام گرین لایف دانشگاه واشینگتن در سن‌لوئیس آوریل ۲۰۰۲[۶]
- دکتری افتخاری علوم [انسانی] در دانشگاه واشینگتن در سن‌لوئیس ۲۰۰۳[۶]

## مقاله‌های ترجمه‌ شده
- ترجمه مقاله North, Douglass (1984). "Government and the Cost of Exchange in History". {{cite journal}}: Cite journal requires |journal= (help)
  - نورث، داگلاس (۱۹۸۴). ترجمهٔ علی طوسی اردکانی. «دولت و هزینه مبادله در تاریخ». فصلنامه برنامه و توسعه. ۲ (۸، تابستان ۱۳۷۳): ۱۱۷ تا ۱۳۶.[یادداشت ۴][یادداشت ۵]
- ترجمه مقاله North, Douglass; Weingast, Barry (1989). "Constitutions and Commitment: The Evolution of Institutions Governing Public Choice in Seventeenth-Century England". {{cite journal}}: Cite journal requires |journal= (help)
  - نورث، داگلاس؛ وینگست، بری (۱۹۸۹)، تشکل‌ها و ایجاد تعهد: تحول نهادهای حاکم بر انتخاب عمومی در انگلستان قرن هفدهم، بهار ۱۳۹۷، ترجمهٔ اصلان قودجانی، پویش فکری توسعه (انتشار دیجیتال)[یادداشت ۶]
- ترجمه مقاله North, Douglass (1990). "Institutions and Their Consequences for Economic Performance". {{cite journal}}: Cite journal requires |journal= (help)
  - نورث، داگلاس (۱۹۹۰). ترجمهٔ مهدی خداپرست. «نهادها و ثمره اقتصادی آن‌ها». فصلنامه پژوهشنامه بازرگانی (۵، زمستان ۱۳۷۶): ۱۰۵ تا ۱۳۱.[یادداشت ۷]
- ترجمه مقاله North, Douglass (1991). "Institutions". {{cite journal}}: Cite journal requires |journal= (help)
  - نورث، داگلاس (۱۹۹۱). ترجمهٔ محمدجواد بربری. «نهادها». فصلنامه تکاپو (۱۵ و ۱۶، پاییز و زمستان ۱۳۸۵): ۲۱۷ تا ۲۴۲.[یادداشت ۸][یادداشت ۹]
- ترجمه مقاله North, Douglass (1993). "The New Institutional Economics and Development". {{cite journal}}: Cite journal requires |journal= (help)[یادداشت ۱۰]
  - نورث، داگلاس (۱۹۹۳). ترجمهٔ حسین بذرافشان. «اقتصاد نهادگرای جدید و توسعه جهان سوم». فصلنامه تکاپو (۱۱ و ۱۲، تابستان ۱۳۸۴): ۱۴۷ تا ۱۶۲.[یادداشت ۸][یادداشت ۱۱]
  - نورث، داگلاس (۱۹۹۳). ترجمهٔ فرشاد مؤمنی. «اقتصاد نهادی نوین و توسعه». فصلنامه اقتصاد سیاسی تحول همه‌جانبه (۱، تابستان ۱۳۸۵): ۹۲ تا ۱۰۳.[یادداشت ۱۲]
  - نورث، داگلاس (۱۹۹۳). ترجمهٔ سید امیرحسین میرابوطالبی. «اقتصاد نهادی جدید و توسعه: هزینه مبادلاتی؛ رابطه نهادها و هزینه تولید». روزنامه دنیای اقتصاد (۲۳۷۸، ۱۸ خرداد ۱۳۹۰): ۲۸.[یادداشت ۱۳]
  - نورث، داگلاس (۱۹۹۳). «مقاله پنجم: اقتصاد نهادگرای جدید و توسعه». تصور عصر پساتوسعه. چاپ اول، بهار ۱۳۹۵. ترجمهٔ مرتضی مصطفوی. به کوشش محمد ملاعباسی. تهران: ترجمان علوم انسانی.[یادداشت ۱۴][یادداشت ۱۵]
- ترجمه مقاله North, Douglass (1993). "The Paradox of the West". {{cite journal}}: Cite journal requires |journal= (help)[یادداشت ۱۶]
  - نورث، داگلاس (۱۹۹۳). ترجمهٔ قدسیه بخشی. «معمای غرب». نشریه مجله اقتصادی. ۱۱ (۹، آذر و دی ۱۳۹۰): ۷۹ تا ۱۱۰.[یادداشت ۱۷]
- ترجمه مقاله North, Douglass (1993). "Five Propositions about Institutional Change". {{cite journal}}: Cite journal requires |journal= (help)
  - نورث، داگلاس (۱۹۹۳). ترجمهٔ سید امیرحسین میرابوطالبی. «پنج گزاره اساسی در مورد تغییرات نهادی: مطالعه تعامل بین قوانین بازی و بازیکنان». روزنامه دنیای اقتصاد (۲۲۹۹، ۲۷ بهمن ۱۳۸۹): ۲۸.[یادداشت ۱۸]
- ترجمه مقاله North, Douglass (1993). "Economic Performance through Time". {{cite journal}}: Cite journal requires |journal= (help)[یادداشت ۱۹]
  - نورث، داگلاس (۱۹۹۳). ترجمهٔ موسی غنی‌نژاد. «عملکرد اقتصادی در طول زمان». فصلنامه برنامه و توسعه. ۲ (۱۱، پاییز ۱۳۷۴): ۵۳ تا ۷۲.[یادداشت ۴][یادداشت ۲۰]
  - نورث، داگلاس (۱۹۹۳). ترجمهٔ مهدی بی‌نیاز. «عملکرد اقتصادی در گذر زمان». نشریه راهبرد توسعه (۸، زمستان ۱۳۸۵): ۲۸۱ تا ۳۰۰.[یادداشت ۲۱]
- ترجمه مقاله North, Douglass (1994). "Autobiography". {{cite journal}}: Cite journal requires |journal= (help)[یادداشت ۲۲]
  - نورث، داگلاس (۱۹۹۴). ترجمهٔ محمد کریمی. «زندگی‌نامه خودنوشت». نشریه راهبرد توسعه (۸، زمستان ۱۳۸۵): ۲۷۱ تا ۲۸۰.[یادداشت ۲۳]
- ترجمه مقاله North, Douglass (1996). "Economics and Cognitive Science". {{cite journal}}: Cite journal requires |journal= (help)
  - نورث، داگلاس (۱۹۹۶). ترجمهٔ محمدرضا فرهادی‌پور. «علم اقتصاد و علم شناختی». فصلنامه تکاپو (۱۷، بهار ۱۳۸۶): ۸۷ تا ۹۷.[یادداشت ۸][یادداشت ۲۴]
- ترجمه مقاله North, Douglass (1997). "The Process of Economic Change". {{cite journal}}: Cite journal requires |journal= (help)
  - نورث، داگلاس (۱۹۹۷). ترجمهٔ علی نصیری اقدم. «درک فرایند تغییر اقتصادی». فصلنامه تکاپو (۱۱ و ۱۲، تابستان ۱۳۸۴): ۱۷۱ تا ۱۷۹.[یادداشت ۸][یادداشت ۲۵]
- ترجمه مقاله North, Douglass; Wallis, John; Weingast, Barry (2006). "A Conceptual Framework for Interpreting Recorded Human History". {{cite journal}}: Cite journal requires |journal= (help)
  - نورث، داگلاس؛ والیس، جان؛ وینگست، بری (۲۰۰۶). ترجمهٔ جعفر خیرخواهان. «چارچوب مفهومی برای تفسیر تاریخ مکتوب بشری». فصلنامه اقتصاد سیاسی تحول همه‌جانبه (۳، زمستان ۱۳۸۵): ۹۲ تا ۱۵۱.[یادداشت ۲۶]
- ترجمه مقاله North, Douglass; Wallis, John; Webb, Steven; Weingast, Barry (2007). "Limited access orders in the developing world: a new approach to the problems of development". {{cite journal}}: Cite journal requires |journal= (help)
  - نورث، داگلاس؛ والیس، جان؛ وب، استیون؛ وینگاست، باری (۲۰۰۷). ترجمهٔ جعفر خیرخواهان. «رویکردی نو به مشکل توسعه اقتصادی: کشورها چگونه توسعه می‌یابند و چگونه دوره گذار را طی می‌کنند؟ / حل معضل توزیع خشونت پیش‌شرط توسعه». روزنامه دنیای اقتصاد (۱۹۴۸ و ۱۹۴۹، ۲۷ و ۲۸ آبان ۱۳۸۸): ۲۸ و ۲۹.[یادداشت ۲۷]
  - نورث، داگلاس؛ والیس، جان؛ وب، استیون؛ وینگاست، باری (۲۰۰۷)، انواع نظم دسترسی محدود در جهان در حال توسعه: رهیافت جدید برای مسائل توسعه، شهریور۱۳۹۳، ترجمهٔ فرشاد مؤمنی؛ محیا اله‌قلی، تهران: مرکز پژوهش‌های مجلس شورای اسلامی، معاونت پژوهش‌های اقتصادی، دفتر مطالعات اقتصادی (گروه توسعه و برنامه‌ریزی)[یادداشت ۲۸]
- منبع انگلیسی این مقاله پیدا نشد اما چون در آن به کتاب «خشونت و نظم‌های اجتماعی» اشاره شده، احتمالاً بعد از سال انتشار این کتاب (۲۰۰۹) منتشر شده‌است:
  - نورث، داگلاس؛ والیس، جان؛ وینگاست، باری (۲۰۰۹). ترجمهٔ جعفر خیرخواهان. «چارچوب مفهومی برای تفسیر تاریخ مکتوب بشری: خشونت و نظم‌های اجتماعی / مزیت طبیعی در طراحی ترتیبات نهادی». روزنامه دنیای اقتصاد (۱۵۷۹ و ۱۵۸۰ و ۱۵۸۱، ۶ و ۷ و ۸ مرداد ۱۳۸۷): ۳۰.[یادداشت ۲۹]
- ترجمه مقاله North, Douglass (2009). "A Recommendation on How to Intelligently Approach Emerging Problems in Intellectual Property Systems". {{cite journal}}: Cite journal requires |journal= (help)
  - نورث، داگلاس (۲۰۰۹). ترجمهٔ ابوالفضل نجارزاده نوش‌آبادی. «توصیه‌ای برای رهیافت هوشمندانه به مسائل در حال ظهور سیستم‌های مالکیت معنوی». نشریه مجله اقتصادی. ۱۰ (۷، مهر و آبان ۱۳۸۹): ۱۰۷ تا ۱۱۰.[یادداشت ۳۰]

## کتاب‌ها
- North, Douglass C (1961). The Economic Growth of the United States 1790-1860.

نورث، داگلاس (۱۹۶۱). رشد اقتصادی ایالات متحده: ۱۷۹۰ تا ۱۸۶۰.
- North, Douglass C (1966). Growth and Welfare in the American Past: A New Economic History.

نورث، داگلاس (۱۹۶۶). رشد و رفاه در گذشته آمریکا: تاریخ اقتصادی جدید.
- Douglass C. North; Robert P. Thomas, eds. (1968). The Growth Of The American Economy To 1860: Documentary History of the United States.

داگلاس نورث؛ رابرت توماس, ویراستاران (۱۹۶۸). رشد اقتصاد آمریکا تا ۱۸۶۰: تاریخ مستند ایالات متحده.
- Miller, Roger L; Benjamin, Daniel K; North, Douglass C (1971). The Economics of Public Issues (1 ed.).

ویرایش هفدهم (سال ۲۰۱۲) این کتاب به فارسی ترجمه شده‌است:
- میلر، راجر؛ بنجامین، دنیل؛ نورث، داگلاس (۲۰۱۲). دانشگاه تا بازار: شرحی بر اقتصاد موضوعات عمومی. چاپ اول، ۱۳۹۷. ترجمهٔ هاشم راعی. تهران: دنیای اقتصاد.

- North, Douglass C; Davis, Lance E (1971). Instilutional Change and American Economic Growth.

نورث، داگلاس؛ دیویس، لانس (۱۹۷۱). تغییر نهادی و رشد اقتصادی آمریکا.
- North, Douglass C; Thomas, Robert P (1973). The Rise of the Western World: A New Economic History.

نورث، داگلاس؛ توماس، رابرت پل (۱۹۷۳). ظهور جهان غرب: تاریخ اقتصادی جدید.
- North, Douglass C (1981). Structure and Change in Economic History.

این کتاب به فارسی ترجمه شده است:
- نورث، داگلاس (۱۹۸۱). ساختار و دگرگونی در تاریخ اقتصادی. چاپ اول، ۱۳۷۹. ترجمهٔ غلامرضا آزاد (ارمکی). تهران: نی.

- North, Douglass C (1990). Institutions, Institutional Change and Economic performance.

این کتاب به فارسی ترجمه شده  است:
- نورث، داگلاس (۱۹۹۰). نهادها، تغییرات نهادی و عملکرد اقتصادی. چاپ اول، ۱۳۷۷. ترجمهٔ محمدرضا معینی. تهران: سازمان برنامه و بودجه، مرکز اسناد، مدارک و انتشارات.

- Lee Alston; Thrainn Eggertsson; Douglass C. North, eds. (1996). Empirical Studies in Institutional Change.

لی آلستون؛ ثرین اگرتسون؛ داگلاس نورث, ویراستاران (۱۹۹۶). مطالعات تجربی در تغییرات نهادی.
- North, Douglass C (2005). Understanding the Process of Economic Change.

 این کتاب دو ترجمه به فارسی دارد:
- نورث، داگلاس (۲۰۰۵). فهم فرایند تحول اقتصادی. چاپ اول، ۱۳۹۶. ترجمهٔ میرسعید مهاجرانی؛ زهرا فرضی‌زاده. تهران: نهادگرا.
- نورث، داگلاس (۲۰۰۵). دگرگونی اقتصادی. چاپ اول، ۱۳۹۸. ترجمهٔ داود حیدری؛ مفید علیزاده. تهران: دنیای اقتصاد.

- North, Douglass C; Wallis, John Joseph; Weingast, Barry R (2009). Violence and Social Orders: A Conceptual Framework for Interpreting Recorded Human History.

این کتاب دو ترجمه به فارسی دارد:
- نورث، داگلاس؛ والیس، جان؛ وینگاست، باری (۲۰۰۹). خشونت و نظم‌های اجتماعی: چهارچوب مفهومی برای تفسیر تاریخ ثبت شده بشر. چاپ اول، ۱۳۹۶. ترجمهٔ جعفر خیرخواهان؛ رضا مجیدزاده. تهران: روزنه.
- نورث، داگلاس؛ والیس، جان؛ وینگاست، باری (۲۰۰۹). خشونت و نظام‌های اجتماعی: چهارچوبی مفهومی برای تفسیر تاریخ مکتوب بشر. چاپ اول، ۱۳۹۷. ترجمهٔ بهنام ذوقی رودسری. تهران: شیرازه.

- Douglass C. North; John Joseph Wallis; Steven B. Webb; Barry R. Weingast, eds. (2013). Politics, Economics, and the Problems of Development in the Shadow of Violence.[یادداشت ۴۰]

این کتاب به فارسی ترجمه شده است:
- داگلاس نورث؛ جان والیس؛ استیون وب؛ باری وینگاست, ویراستاران (۲۰۱۳). سیاست، اقتصاد و مسائل توسعه در سایه خشونت. چاپ اول، ۱۳۹۵. ترجمهٔ محسن میردامادی؛ محمدرضا نعیمی‌پور. تهران: روزنه.

| ردیف | عنوان کتاب                                                          | سال انتشار | مشخصات کتاب | مشخصات کتاب |
| ردیف | عنوان کتاب                                                          | سال انتشار | جایگاه نورث | |
| ردیف | عنوان کتاب                                                          | سال انتشار | نسخه (های) ترجمه شده | |
| ردیف | عنوان کتاب                                                          | سال انتشار | دوره پژوهشی | |
| ۱    | رشد اقتصادی ایالات متحده: ۱۷۹۰ تا ۱۸۶۰                              | ۱۹۶۱       | North, Douglass C (1961). The Economic Growth of the United States 1790-1860. | North, Douglass C (1961). The Economic Growth of the United States 1790-1860.                                                                                               |
| ۱    | رشد اقتصادی ایالات متحده: ۱۷۹۰ تا ۱۸۶۰                              | ۱۹۶۱       | نویسنده | |
| ۱    | رشد اقتصادی ایالات متحده: ۱۷۹۰ تا ۱۸۶۰                              | ۱۹۶۱       | _ | |
| ۱    | رشد اقتصادی ایالات متحده: ۱۷۹۰ تا ۱۸۶۰                              | ۱۹۶۱       | اولین نمونه‌ها از تاریخ اقتصادی جدید | |
| ۲    | رشد و رفاه در گذشته آمریکا: تاریخ اقتصادی جدید                      | ۱۹۶۶       | North, Douglass C (1966). Growth and Welfare in the American Past: A New Economic History. | North, Douglass C (1966). Growth and Welfare in the American Past: A New Economic History.                                                                                  |
| ۲    | رشد و رفاه در گذشته آمریکا: تاریخ اقتصادی جدید                      | ۱۹۶۶       | نویسنده | |
| ۲    | رشد و رفاه در گذشته آمریکا: تاریخ اقتصادی جدید                      | ۱۹۶۶       | _ | |
| ۲    | رشد و رفاه در گذشته آمریکا: تاریخ اقتصادی جدید                      | ۱۹۶۶       | تاریخ اقتصادی جدید | |
| ۳    | رشد اقتصاد آمریکا تا ۱۸۶۰: تاریخ مستند ایالات متحده                 | ۱۹۶۸       | Douglass C. North; Robert P. Thomas, eds. (1968). The Growth Of The American Economy To 1860: Documentary History of the United States. | Douglass C. North; Robert P. Thomas, eds. (1968). The Growth Of The American Economy To 1860: Documentary History of the United States.                                     |
| ۳    | رشد اقتصاد آمریکا تا ۱۸۶۰: تاریخ مستند ایالات متحده                 | ۱۹۶۸       | یکی از ویراستاران | |
| ۳    | رشد اقتصاد آمریکا تا ۱۸۶۰: تاریخ مستند ایالات متحده                 | ۱۹۶۸       | _ | |
| ۳    | رشد اقتصاد آمریکا تا ۱۸۶۰: تاریخ مستند ایالات متحده                 | ۱۹۶۸       | _ | |
| ۴    | اقتصاد موضوعات عمومی                                                | ۱۹۷۱       | Miller, Roger L; Benjamin, Daniel K; North, Douglass C (1971). The Economics of Public Issues (1 ed.). | Miller, Roger L; Benjamin, Daniel K; North, Douglass C (1971). The Economics of Public Issues (1 ed.).                                                                      |
| ۴    | اقتصاد موضوعات عمومی                                                | ۱۹۷۱       | یکی از نویسنده‌ها | |
| ۴    | اقتصاد موضوعات عمومی                                                | ۱۹۷۱       | ویرایش هفدهم (۲۰۱۲) آن ترجمه شده است: میلر، راجر؛ بنجامین، دنیل؛ نورث، داگلاس (۲۰۱۲). دانشگاه تا بازار: شرحی بر اقتصاد موضوعات عمومی. چاپ اول، ۱۳۹۷. ترجمهٔ هاشم راعی. تهران: دنیای اقتصاد. | |
| ۴    | اقتصاد موضوعات عمومی                                                | ۱۹۷۱       | _ | |
| ۵    | تغییر نهادی و رشد اقتصادی آمریکا                                    | ۱۹۷۱       | North, Douglass C; Davis, Lance E (1971). Instilutional Change and American Economic Growth. | North, Douglass C; Davis, Lance E (1971). Instilutional Change and American Economic Growth.                                                                                |
| ۵    | تغییر نهادی و رشد اقتصادی آمریکا                                    | ۱۹۷۱       | یکی از نویسنده‌ها | |
| ۵    | تغییر نهادی و رشد اقتصادی آمریکا                                    | ۱۹۷۱       | _ | |
| ۵    | تغییر نهادی و رشد اقتصادی آمریکا                                    | ۱۹۷۱       | اولین تلاش‌های محتاطانه برای بسط برخی ابزارهای تحلیلی نهادی و به کار بردن آن در تاریخ اقتصادی | |
| ۶    | ظهور جهان غرب: تاریخ اقتصادی جدید                                   | ۱۹۷۳       | North, Douglass C; Thomas, Robert P (1973). The Rise of the Western World: A New Economic History. | North, Douglass C; Thomas, Robert P (1973). The Rise of the Western World: A New Economic History.                                                                          |
| ۶    | ظهور جهان غرب: تاریخ اقتصادی جدید                                   | ۱۹۷۳       | یکی از نویسنده‌ها | |
| ۶    | ظهور جهان غرب: تاریخ اقتصادی جدید                                   | ۱۹۷۳       | _ | |
| ۶    | ظهور جهان غرب: تاریخ اقتصادی جدید                                   | ۱۹۷۳       | اولین تلاش‌های محتاطانه برای بسط برخی ابزارهای تحلیلی نهادی و به کار بردن آن در تاریخ اقتصادی | |
| ۷    | ساختار و دگرگونی در تاریخ اقتصادی                                   | ۱۹۸۱       | North, Douglass C (1981). Structure and Change in Economic History. | North, Douglass C (1981). Structure and Change in Economic History. |
| ۷    | ساختار و دگرگونی در تاریخ اقتصادی                                   | ۱۹۸۱       | نویسنده | |
| ۷    | ساختار و دگرگونی در تاریخ اقتصادی                                   | ۱۹۸۱       | نورث، داگلاس (۱۹۸۱). ساختار و دگرگونی در تاریخ اقتصادی. چاپ اول، ۱۳۷۹. ترجمهٔ غلامرضا آزاد (ارمکی). تهران: نی. | |
| ۷    | ساختار و دگرگونی در تاریخ اقتصادی                                   | ۱۹۸۱       | اقتصاد نهادگرایی جدید: اولین تلاش‌ها برای ایجاد و بسط نظریه‌ای درباره نهادها و تغییرات نهادی، کنارگذاشتن این فکر که نهادها همیشه کارآمدند و تلاش برای پاسخ دادن به این سوال که چرا قواعد ناکارآمد معمولا وجود دارند؟ | |
| ۸    | نهادها، تغییرات نهادی و عملکرد اقتصادی                              | ۱۹۹۰       | North, Douglass C (1990). Institutions, Institutional Change and Economic performance. | North, Douglass C (1990). Institutions, Institutional Change and Economic performance.                                                                                      |
| ۸    | نهادها، تغییرات نهادی و عملکرد اقتصادی                              | ۱۹۹۰       | نویسنده | |
| ۸    | نهادها، تغییرات نهادی و عملکرد اقتصادی                              | ۱۹۹۰       | نورث، داگلاس (۱۹۹۰). نهادها، تغییرات نهادی و عملکرد اقتصادی. چاپ اول، ۱۳۷۷. ترجمهٔ محمدرضا معینی. تهران: سازمان برنامه و بودجه، مرکز اسناد، مدارک و انتشارات. | |
| ۸    | نهادها، تغییرات نهادی و عملکرد اقتصادی                              | ۱۹۹۰       | بسط اقتصاد نهادگرایی جدید: تلاش برای ایجاد نظریه‌ای در باب نهادها و تغییرات نهادی که بتواند عملکرد اقتصادها در طول زمان را توضیح دهد. | |
| ۹    | مطالعات تجربی در تغییرات نهادی                                      | ۱۹۹۶       | Lee Alston; Thrainn Eggertsson; Douglass C. North, eds. (1996). Empirical Studies in Institutional Change. | Lee Alston; Thrainn Eggertsson; Douglass C. North, eds. (1996). Empirical Studies in Institutional Change.                                                                  |
| ۹    | مطالعات تجربی در تغییرات نهادی                                      | ۱۹۹۶       | یکی از ویراستاران | |
| ۹    | مطالعات تجربی در تغییرات نهادی                                      | ۱۹۹۶       | _ | |
| ۹    | مطالعات تجربی در تغییرات نهادی                                      | ۱۹۹۶       | مطالعه موردی درباره نهادها و تغییرات نهادی | |
| ۱۰   | فهم فرایند تحول اقتصادی                                             | ۲۰۰۵       | North, Douglass C (2005). Understanding the Process of Economic Change. | North, Douglass C (2005). Understanding the Process of Economic Change. |
| ۱۰   | فهم فرایند تحول اقتصادی                                             | ۲۰۰۵       | نویسنده | |
| ۱۰   | فهم فرایند تحول اقتصادی                                             | ۲۰۰۵       | نورث، داگلاس (۲۰۰۵). فهم فرایند تحول اقتصادی. چاپ اول، ۱۳۹۶. ترجمهٔ میرسعید مهاجرانی؛ زهرا فرضی‌زاده. تهران: نهادگرا. | نورث، داگلاس (۲۰۰۵). دگرگونی اقتصادی. چاپ اول، ۱۳۹۸. ترجمهٔ داود حیدری؛ مفید علیزاده. تهران: دنیای اقتصاد.                                                                   |
| ۱۰   | فهم فرایند تحول اقتصادی                                             | ۲۰۰۵       | ادامه تلاش‌ها برای بسط اقتصاد نهادگرایی جدید و ایجاد و گسترش نظریه‌ای درباره نهادها و تغییرات نهادی که بتواند عملکرد اقتصادها در طول زمان را توضیح دهد. | |
| ۱۱   | خشونت و نظم‌های اجتماعی: چهارچوب مفهومی برای تفسیر تاریخ ثبت شده بشر | ۲۰۰۹       | North, Douglass C; Wallis, John Joseph; Weingast, Barry R (2009). Violence and Social Orders: A Conceptual Framework for Interpreting Recorded Human History. | North, Douglass C; Wallis, John Joseph; Weingast, Barry R (2009). Violence and Social Orders: A Conceptual Framework for Interpreting Recorded Human History.               |
| ۱۱   | خشونت و نظم‌های اجتماعی: چهارچوب مفهومی برای تفسیر تاریخ ثبت شده بشر | ۲۰۰۹       | یکی از نویسنده‌ها | |
| ۱۱   | خشونت و نظم‌های اجتماعی: چهارچوب مفهومی برای تفسیر تاریخ ثبت شده بشر | ۲۰۰۹       | نورث، داگلاس؛ والیس، جان؛ وینگاست، باری (۲۰۰۹). خشونت و نظم‌های اجتماعی: چهارچوب مفهومی برای تفسیر تاریخ ثبت شده بشر. چاپ اول، ۱۳۹۶. ترجمهٔ جعفر خیرخواهان؛ رضا مجیدزاده. تهران: روزنه. | نورث، داگلاس؛ والیس، جان؛ وینگاست، باری (۲۰۰۹). خشونت و نظام‌های اجتماعی: چهارچوبی مفهومی برای تفسیر تاریخ مکتوب بشر. چاپ اول، ۱۳۹۷. ترجمهٔ بهنام ذوقی رودسری. تهران: شیرازه. |
| ۱۱   | خشونت و نظم‌های اجتماعی: چهارچوب مفهومی برای تفسیر تاریخ ثبت شده بشر | ۲۰۰۹       | ادامه تلاش‌ها برای بسط اقتصاد نهادگرایی جدید: ایجاد مدل و چهارچوب مفهومی جدید در اقتصاد سیاسی که بتواند رابطه سیاست و اقتصاد را توضیح دهد و درنتیجه ایجاد مدلی جدید در باب حکومت. این مدل توضیح می‌دهد که چگونه تهدید همه جا حاضر خشونت، در طول تاریخ جوامع را شکل داده است. ادعا شده این چهارچوب، روند تاریخی همه کشورها را می‌تواند تبیین کند (در این کتاب نمونه‌هایی از روند تاریخی چند کشور آورده شده است). | |
| ۱۲   | سیاست، اقتصاد و مسائل توسعه در سایه خشونت                           | ۲۰۱۳       | Douglass C. North; John Joseph Wallis; Steven B. Webb; Barry R. Weingast, eds. (2013). Politics, Economics, and the Problems of Development in the Shadow of Violence. | Douglass C. North; John Joseph Wallis; Steven B. Webb; Barry R. Weingast, eds. (2013). Politics, Economics, and the Problems of Development in the Shadow of Violence.      |
| ۱۲   | سیاست، اقتصاد و مسائل توسعه در سایه خشونت                           | ۲۰۱۳       | یکی از ویراستاران | |
| ۱۲   | سیاست، اقتصاد و مسائل توسعه در سایه خشونت                           | ۲۰۱۳       | داگلاس نورث؛ جان والیس؛ استیون وب؛ باری وینگاست, ویراستاران (۲۰۱۳). سیاست، اقتصاد و مسائل توسعه در سایه خشونت. چاپ اول، ۱۳۹۵. ترجمهٔ محسن میردامادی؛ محمدرضا نعیمی‌پور. تهران: روزنه. | |
| ۱۲   | سیاست، اقتصاد و مسائل توسعه در سایه خشونت                           | ۲۰۱۳       | بسط اقتصاد نهادگرایی جدید: بررسی ۹ کشور در حال توسعه با استفاده از مدل و چهارچوب جدیدی که در کتاب «خشونت و نظم‌های اجتماعی» ابداع و تشریح شد. | |

## سال‌شمار زندگی
| سال       | رویداد(ها) | رویداد(ها) | رویداد(ها) | رویداد(ها) | رویداد(ها) | رویداد(ها) |
| --------- | --- | --- | --- | --- | --- | --- |
| ۱۹۲۰      | تولد در کمبریج، ماساچوست | تولد در کمبریج، ماساچوست | تولد در کمبریج، ماساچوست | تولد در کمبریج، ماساچوست | تولد در کمبریج، ماساچوست | تولد در کمبریج، ماساچوست |
| ۱۹۴۱      | به مدت یک تابستان با دوراثیا لنج، عکاسی کار کرد. همسر لنج، در بخش اقتصاد در دانشگاه کالیفرنیا، تلاش کرد نورث را متقاعد کند که در دوره تحصیلات تکمیلی اقتصاد بخواند                          | به مدت یک تابستان با دوراثیا لنج، عکاسی کار کرد. همسر لنج، در بخش اقتصاد در دانشگاه کالیفرنیا، تلاش کرد نورث را متقاعد کند که در دوره تحصیلات تکمیلی اقتصاد بخواند                          | به مدت یک تابستان با دوراثیا لنج، عکاسی کار کرد. همسر لنج، در بخش اقتصاد در دانشگاه کالیفرنیا، تلاش کرد نورث را متقاعد کند که در دوره تحصیلات تکمیلی اقتصاد بخواند                          | به مدت یک تابستان با دوراثیا لنج، عکاسی کار کرد. همسر لنج، در بخش اقتصاد در دانشگاه کالیفرنیا، تلاش کرد نورث را متقاعد کند که در دوره تحصیلات تکمیلی اقتصاد بخواند                          | به مدت یک تابستان با دوراثیا لنج، عکاسی کار کرد. همسر لنج، در بخش اقتصاد در دانشگاه کالیفرنیا، تلاش کرد نورث را متقاعد کند که در دوره تحصیلات تکمیلی اقتصاد بخواند                          | به مدت یک تابستان با دوراثیا لنج، عکاسی کار کرد. همسر لنج، در بخش اقتصاد در دانشگاه کالیفرنیا، تلاش کرد نورث را متقاعد کند که در دوره تحصیلات تکمیلی اقتصاد بخواند                          |
| ۱۹۴۲      | دریافت کارشناسی [در رشته‌ای سه وجهی مرتبط با علوم سیاسی، فلسفه و علم اقتصاد] از دانشگاه کالیفرنیا، برکلی                                                                                     | دریافت کارشناسی [در رشته‌ای سه وجهی مرتبط با علوم سیاسی، فلسفه و علم اقتصاد] از دانشگاه کالیفرنیا، برکلی                                                                                     | دریافت کارشناسی [در رشته‌ای سه وجهی مرتبط با علوم سیاسی، فلسفه و علم اقتصاد] از دانشگاه کالیفرنیا، برکلی                                                                                     | دریافت کارشناسی [در رشته‌ای سه وجهی مرتبط با علوم سیاسی، فلسفه و علم اقتصاد] از دانشگاه کالیفرنیا، برکلی                                                                                     | دریافت کارشناسی [در رشته‌ای سه وجهی مرتبط با علوم سیاسی، فلسفه و علم اقتصاد] از دانشگاه کالیفرنیا، برکلی                                                                                     | دریافت کارشناسی [در رشته‌ای سه وجهی مرتبط با علوم سیاسی، فلسفه و علم اقتصاد] از دانشگاه کالیفرنیا، برکلی                                                                                     |
| ۱۹۴۲–۱۹۴۶ | خدمت در شرکت مرچنت مرین (en:United States Merchant Marine) [بازرگانان دریایی ایالات متحده] در طول جنگ جهانی دوم                                                                             | خدمت در شرکت مرچنت مرین (en:United States Merchant Marine) [بازرگانان دریایی ایالات متحده] در طول جنگ جهانی دوم                                                                             | خدمت در شرکت مرچنت مرین (en:United States Merchant Marine) [بازرگانان دریایی ایالات متحده] در طول جنگ جهانی دوم                                                                             | خدمت در شرکت مرچنت مرین (en:United States Merchant Marine) [بازرگانان دریایی ایالات متحده] در طول جنگ جهانی دوم                                                                             | خدمت در شرکت مرچنت مرین (en:United States Merchant Marine) [بازرگانان دریایی ایالات متحده] در طول جنگ جهانی دوم                                                                             | خدمت در شرکت مرچنت مرین (en:United States Merchant Marine) [بازرگانان دریایی ایالات متحده] در طول جنگ جهانی دوم                                                                             |
| ۱۹۴۴      | اولین ازدواج با لوییس هِیستر که به طلاق انجامید؛ سه پسر به نام‌های داگلاس، کریستوفر، و مالکوم که در بین سالهای ۱۹۵۱ و ۱۹۵۷ به دنیا آمدند، حاصل این ازدواج است                                 | اولین ازدواج با لوییس هِیستر که به طلاق انجامید؛ سه پسر به نام‌های داگلاس، کریستوفر، و مالکوم که در بین سالهای ۱۹۵۱ و ۱۹۵۷ به دنیا آمدند، حاصل این ازدواج است                                 | اولین ازدواج با لوییس هِیستر که به طلاق انجامید؛ سه پسر به نام‌های داگلاس، کریستوفر، و مالکوم که در بین سالهای ۱۹۵۱ و ۱۹۵۷ به دنیا آمدند، حاصل این ازدواج است                                 | اولین ازدواج با لوییس هِیستر که به طلاق انجامید؛ سه پسر به نام‌های داگلاس، کریستوفر، و مالکوم که در بین سالهای ۱۹۵۱ و ۱۹۵۷ به دنیا آمدند، حاصل این ازدواج است                                 | اولین ازدواج با لوییس هِیستر که به طلاق انجامید؛ سه پسر به نام‌های داگلاس، کریستوفر، و مالکوم که در بین سالهای ۱۹۵۱ و ۱۹۵۷ به دنیا آمدند، حاصل این ازدواج است                                 | اولین ازدواج با لوییس هِیستر که به طلاق انجامید؛ سه پسر به نام‌های داگلاس، کریستوفر، و مالکوم که در بین سالهای ۱۹۵۱ و ۱۹۵۷ به دنیا آمدند، حاصل این ازدواج است                                 |
| ۱۹۴۶      | بازگشت به دانشگاه کالیفرنیا، برکلی به عنوان دانشجوی دوره تحصیلات تکمیلی در رشته اقتصاد؛ نورث می‌خواست حقوق بخواند اما جنگ جهانی دوم سه سال فرصت مطالعه به او داد و در نهایت اقتصاد را برگزید | بازگشت به دانشگاه کالیفرنیا، برکلی به عنوان دانشجوی دوره تحصیلات تکمیلی در رشته اقتصاد؛ نورث می‌خواست حقوق بخواند اما جنگ جهانی دوم سه سال فرصت مطالعه به او داد و در نهایت اقتصاد را برگزید | بازگشت به دانشگاه کالیفرنیا، برکلی به عنوان دانشجوی دوره تحصیلات تکمیلی در رشته اقتصاد؛ نورث می‌خواست حقوق بخواند اما جنگ جهانی دوم سه سال فرصت مطالعه به او داد و در نهایت اقتصاد را برگزید | بازگشت به دانشگاه کالیفرنیا، برکلی به عنوان دانشجوی دوره تحصیلات تکمیلی در رشته اقتصاد؛ نورث می‌خواست حقوق بخواند اما جنگ جهانی دوم سه سال فرصت مطالعه به او داد و در نهایت اقتصاد را برگزید | بازگشت به دانشگاه کالیفرنیا، برکلی به عنوان دانشجوی دوره تحصیلات تکمیلی در رشته اقتصاد؛ نورث می‌خواست حقوق بخواند اما جنگ جهانی دوم سه سال فرصت مطالعه به او داد و در نهایت اقتصاد را برگزید | بازگشت به دانشگاه کالیفرنیا، برکلی به عنوان دانشجوی دوره تحصیلات تکمیلی در رشته اقتصاد؛ نورث می‌خواست حقوق بخواند اما جنگ جهانی دوم سه سال فرصت مطالعه به او داد و در نهایت اقتصاد را برگزید |
| ۱۹۵۰–۱۹۸۳ | فعالیت در دانشگاه واشینگتن: | فعالیت در دانشگاه واشینگتن: | فعالیت در دانشگاه واشینگتن: | فعالیت در دانشگاه واشینگتن: | فعالیت در دانشگاه واشینگتن: | فعالیت در دانشگاه واشینگتن: |
| ۱۹۵۰–۱۹۸۳ | ۱۹۵۰–۱۹۵۱ | ۱۹۵۰–۱۹۵۱ | ۱۹۵۱–۱۹۵۶ | ۱۹۵۶–۱۹۶۰ | ۱۹۶۰–۱۹۸۳ | ۱۹۶۰–۱۹۸۳ |
| ۱۹۵۰–۱۹۸۳ | استاد دستیار [acting assistant professor] | استاد دستیار [acting assistant professor] | استادیار | دانشیار | استاد اقتصاد (از ۱۹۶۷ تا ۱۹۷۹ به عنوان رئیس گروه اقتصاد) | استاد اقتصاد (از ۱۹۶۷ تا ۱۹۷۹ به عنوان رئیس گروه اقتصاد) |
| ۱۹۵۲      | دریافت دکتری [در رشته اقتصاد] از دانشگاه کالیفرنیا، برکلی | دریافت دکتری [در رشته اقتصاد] از دانشگاه کالیفرنیا، برکلی | دریافت دکتری [در رشته اقتصاد] از دانشگاه کالیفرنیا، برکلی | دریافت دکتری [در رشته اقتصاد] از دانشگاه کالیفرنیا، برکلی | دریافت دکتری [در رشته اقتصاد] از دانشگاه کالیفرنیا، برکلی | دریافت دکتری [در رشته اقتصاد] از دانشگاه کالیفرنیا، برکلی |
| ۱۹۵۶–۱۹۵۷ | عضو پژوهشگر در دفتر ملی تحقیقات اقتصادی؛ عمده مطالعه کمی او در مورد تراز پرداخت ایالات متحده از ۱۷۹۰ تا ۱۸۶۰ که منجر به انتشار اولین کتاب در سال ۱۹۶۱ شد                                    | عضو پژوهشگر در دفتر ملی تحقیقات اقتصادی؛ عمده مطالعه کمی او در مورد تراز پرداخت ایالات متحده از ۱۷۹۰ تا ۱۸۶۰ که منجر به انتشار اولین کتاب در سال ۱۹۶۱ شد                                    | عضو پژوهشگر در دفتر ملی تحقیقات اقتصادی؛ عمده مطالعه کمی او در مورد تراز پرداخت ایالات متحده از ۱۷۹۰ تا ۱۸۶۰ که منجر به انتشار اولین کتاب در سال ۱۹۶۱ شد                                    | عضو پژوهشگر در دفتر ملی تحقیقات اقتصادی؛ عمده مطالعه کمی او در مورد تراز پرداخت ایالات متحده از ۱۷۹۰ تا ۱۸۶۰ که منجر به انتشار اولین کتاب در سال ۱۹۶۱ شد                                    | عضو پژوهشگر در دفتر ملی تحقیقات اقتصادی؛ عمده مطالعه کمی او در مورد تراز پرداخت ایالات متحده از ۱۷۹۰ تا ۱۸۶۰ که منجر به انتشار اولین کتاب در سال ۱۹۶۱ شد                                    | عضو پژوهشگر در دفتر ملی تحقیقات اقتصادی؛ عمده مطالعه کمی او در مورد تراز پرداخت ایالات متحده از ۱۷۹۰ تا ۱۸۶۰ که منجر به انتشار اولین کتاب در سال ۱۹۶۱ شد                                    |
| ۱۹۵۸      | دانشیار مهمان در دانشگاه استنفورد | دانشیار مهمان در دانشگاه استنفورد | دانشیار مهمان در دانشگاه استنفورد | دانشیار مهمان در دانشگاه استنفورد | دانشیار مهمان در دانشگاه استنفورد | دانشیار مهمان در دانشگاه استنفورد |
| ۱۹۶۰–۱۹۶۶ | همکاری با مجله تاریخ اقتصادی | همکاری با مجله تاریخ اقتصادی | همکاری با مجله تاریخ اقتصادی | همکاری با مجله تاریخ اقتصادی | همکاری با مجله تاریخ اقتصادی | همکاری با مجله تاریخ اقتصادی |
| ۱۹۶۱      | انتشار کتاب رشد اقتصادی ایالات متحده، ۱۷۹۰ تا ۱۸۶۰ | انتشار کتاب رشد اقتصادی ایالات متحده، ۱۷۹۰ تا ۱۸۶۰ | انتشار کتاب رشد اقتصادی ایالات متحده، ۱۷۹۰ تا ۱۸۶۰ | انتشار کتاب رشد اقتصادی ایالات متحده، ۱۷۹۰ تا ۱۸۶۰ | انتشار کتاب رشد اقتصادی ایالات متحده، ۱۷۹۰ تا ۱۸۶۰ | انتشار کتاب رشد اقتصادی ایالات متحده، ۱۷۹۰ تا ۱۸۶۰ |
| ۱۹۶۱–۱۹۶۶ | مدیر انستیتوی تحقیقات اقتصادی دانشگاه واشینگتن | مدیر انستیتوی تحقیقات اقتصادی دانشگاه واشینگتن | مدیر انستیتوی تحقیقات اقتصادی دانشگاه واشینگتن | مدیر انستیتوی تحقیقات اقتصادی دانشگاه واشینگتن | مدیر انستیتوی تحقیقات اقتصادی دانشگاه واشینگتن | مدیر انستیتوی تحقیقات اقتصادی دانشگاه واشینگتن |
| ۱۹۶۶      | انتشار کتاب رشد و رفاه در گذشته آمریکا: تاریخ اقتصادی جدید | انتشار کتاب رشد و رفاه در گذشته آمریکا: تاریخ اقتصادی جدید | انتشار کتاب رشد و رفاه در گذشته آمریکا: تاریخ اقتصادی جدید | انتشار کتاب رشد و رفاه در گذشته آمریکا: تاریخ اقتصادی جدید | انتشار کتاب رشد و رفاه در گذشته آمریکا: تاریخ اقتصادی جدید | انتشار کتاب رشد و رفاه در گذشته آمریکا: تاریخ اقتصادی جدید |
| ۱۹۶۶–۱۹۶۷ | به تاریخ اقتصادی اروپا علاقه‌مند شد و سال را در ژنو به عنوان عضو هیئت علمی فورد گذراند | به تاریخ اقتصادی اروپا علاقه‌مند شد و سال را در ژنو به عنوان عضو هیئت علمی فورد گذراند | به تاریخ اقتصادی اروپا علاقه‌مند شد و سال را در ژنو به عنوان عضو هیئت علمی فورد گذراند | به تاریخ اقتصادی اروپا علاقه‌مند شد و سال را در ژنو به عنوان عضو هیئت علمی فورد گذراند | به تاریخ اقتصادی اروپا علاقه‌مند شد و سال را در ژنو به عنوان عضو هیئت علمی فورد گذراند | به تاریخ اقتصادی اروپا علاقه‌مند شد و سال را در ژنو به عنوان عضو هیئت علمی فورد گذراند |
| ۱۹۷۱      | انتشار کتاب تغییر نهادی و رشد اقتصادی آمریکا (با L. E. Davis) | انتشار کتاب تغییر نهادی و رشد اقتصادی آمریکا (با L. E. Davis) | انتشار کتاب تغییر نهادی و رشد اقتصادی آمریکا (با L. E. Davis) | انتشار کتاب تغییر نهادی و رشد اقتصادی آمریکا (با L. E. Davis) | انتشار کتاب تغییر نهادی و رشد اقتصادی آمریکا (با L. E. Davis) | انتشار کتاب تغییر نهادی و رشد اقتصادی آمریکا (با L. E. Davis) |
| ۱۹۷۲      | به عنوان رئیس انجمن تاریخ اقتصاد انتخاب شد | به عنوان رئیس انجمن تاریخ اقتصاد انتخاب شد | به عنوان رئیس انجمن تاریخ اقتصاد انتخاب شد | به عنوان رئیس انجمن تاریخ اقتصاد انتخاب شد | به عنوان رئیس انجمن تاریخ اقتصاد انتخاب شد | به عنوان رئیس انجمن تاریخ اقتصاد انتخاب شد |
| ۱۹۷۲      | دومین ازدواج با الیزابت کیس | | | | | |
| ۱۹۷۲      | دریافت کمک‌هزینه گوگنهایم برای علوم انسانی ـ تاریخ اقتصادی | | | | | |
| ۱۹۷۳      | انتشار کتاب ظهور جهان غرب: تاریخ اقتصادی جدید (با R. P. Thomas) | انتشار کتاب ظهور جهان غرب: تاریخ اقتصادی جدید (با R. P. Thomas) | انتشار کتاب ظهور جهان غرب: تاریخ اقتصادی جدید (با R. P. Thomas) | انتشار کتاب ظهور جهان غرب: تاریخ اقتصادی جدید (با R. P. Thomas) | انتشار کتاب ظهور جهان غرب: تاریخ اقتصادی جدید (با R. P. Thomas) | انتشار کتاب ظهور جهان غرب: تاریخ اقتصادی جدید (با R. P. Thomas) |
| ۱۹۷۳      | مدیر مهمان مرکز de Recherche Historique در مدرسه عملی پژوهش‌های عالی، پاریس | | | | | |
| ۱۹۷۹      | استاد [Peterkin Professor] اقتصاد سیاسی در دانشگاه رایس | استاد [Peterkin Professor] اقتصاد سیاسی در دانشگاه رایس | استاد [Peterkin Professor] اقتصاد سیاسی در دانشگاه رایس | استاد [Peterkin Professor] اقتصاد سیاسی در دانشگاه رایس | استاد [Peterkin Professor] اقتصاد سیاسی در دانشگاه رایس | استاد [Peterkin Professor] اقتصاد سیاسی در دانشگاه رایس |
| ۱۹۸۱      | انتشار کتاب ساختار و دگرگونی در تاریخ اقتصادی | انتشار کتاب ساختار و دگرگونی در تاریخ اقتصادی | انتشار کتاب ساختار و دگرگونی در تاریخ اقتصادی | انتشار کتاب ساختار و دگرگونی در تاریخ اقتصادی | انتشار کتاب ساختار و دگرگونی در تاریخ اقتصادی | انتشار کتاب ساختار و دگرگونی در تاریخ اقتصادی |
| ۱۹۸۱–۱۹۸۲ | استاد [Pitt Professor] نهادهای آمریکایی در دانشگاه کمبریج، انگلیس | استاد [Pitt Professor] نهادهای آمریکایی در دانشگاه کمبریج، انگلیس | استاد [Pitt Professor] نهادهای آمریکایی در دانشگاه کمبریج، انگلیس | استاد [Pitt Professor] نهادهای آمریکایی در دانشگاه کمبریج، انگلیس | استاد [Pitt Professor] نهادهای آمریکایی در دانشگاه کمبریج، انگلیس | استاد [Pitt Professor] نهادهای آمریکایی در دانشگاه کمبریج، انگلیس |
| ۱۹۸۳–۲۰۱۵ | به دانشگاه واشینگتن در سن‌لوئیس نقل مکان کرد، جایی که مرکز اقتصاد سیاسی را ایجاد کرد. (از سال ۱۹۸۴ تا ۱۹۹۰ به‌عنوان مدیر مرکز اقتصاد سیاسی):                                                  | به دانشگاه واشینگتن در سن‌لوئیس نقل مکان کرد، جایی که مرکز اقتصاد سیاسی را ایجاد کرد. (از سال ۱۹۸۴ تا ۱۹۹۰ به‌عنوان مدیر مرکز اقتصاد سیاسی):                                                  | به دانشگاه واشینگتن در سن‌لوئیس نقل مکان کرد، جایی که مرکز اقتصاد سیاسی را ایجاد کرد. (از سال ۱۹۸۴ تا ۱۹۹۰ به‌عنوان مدیر مرکز اقتصاد سیاسی):                                                  | به دانشگاه واشینگتن در سن‌لوئیس نقل مکان کرد، جایی که مرکز اقتصاد سیاسی را ایجاد کرد. (از سال ۱۹۸۴ تا ۱۹۹۰ به‌عنوان مدیر مرکز اقتصاد سیاسی):                                                  | به دانشگاه واشینگتن در سن‌لوئیس نقل مکان کرد، جایی که مرکز اقتصاد سیاسی را ایجاد کرد. (از سال ۱۹۸۴ تا ۱۹۹۰ به‌عنوان مدیر مرکز اقتصاد سیاسی):                                                  | به دانشگاه واشینگتن در سن‌لوئیس نقل مکان کرد، جایی که مرکز اقتصاد سیاسی را ایجاد کرد. (از سال ۱۹۸۴ تا ۱۹۹۰ به‌عنوان مدیر مرکز اقتصاد سیاسی):                                                  |
| ۱۹۸۳–۲۰۱۵ | ۱۹۸۳–۱۹۹۶ | ۱۹۸۳–۱۹۹۶ | ۱۹۹۶–۲۰۱۲ | ۱۹۹۶–۲۰۱۲ | ۲۰۱۲–۲۰۱۵ | ۲۰۱۲–۲۰۱۵ |
| ۱۹۸۳–۲۰۱۵ | استاد [Henry R. Luce Professor] حقوق و آزادی [Law and Liberty] و استاد اقتصاد و تاریخ، در دپارتمان اقتصادِ [کالج] هنر و علوم                                                                 | استاد [Henry R. Luce Professor] حقوق و آزادی [Law and Liberty] و استاد اقتصاد و تاریخ، در دپارتمان اقتصادِ [کالج] هنر و علوم                                                                 | استاد [Spencer T. Olin Professor] در [کالج] هنر و علوم [Arts and Sciences] (نورث این رتبه که بالاترین سطح در این دانشگاه است را برای اولین بار در اکتبر ۱۹۹۶ دریافت کرد)                    | استاد [Spencer T. Olin Professor] در [کالج] هنر و علوم [Arts and Sciences] (نورث این رتبه که بالاترین سطح در این دانشگاه است را برای اولین بار در اکتبر ۱۹۹۶ دریافت کرد)                    | استاد بازنشسته [Spencer T. Olin Emeritus Professor] در [کالج] هنر و علوم | استاد بازنشسته [Spencer T. Olin Emeritus Professor] در [کالج] هنر و علوم |
| ۱۹۸۷      | انتخاب به عنوان عضو آکادمی هنرها و علوم آمریکا | انتخاب به عنوان عضو آکادمی هنرها و علوم آمریکا | انتخاب به عنوان عضو آکادمی هنرها و علوم آمریکا | انتخاب به عنوان عضو آکادمی هنرها و علوم آمریکا | انتخاب به عنوان عضو آکادمی هنرها و علوم آمریکا | انتخاب به عنوان عضو آکادمی هنرها و علوم آمریکا |
| ۱۹۸۷–۱۹۸۸ | همکاری با مرکز مطالعات پیشرفته علوم رفتاری در دانشگاه استنفورد | همکاری با مرکز مطالعات پیشرفته علوم رفتاری در دانشگاه استنفورد | همکاری با مرکز مطالعات پیشرفته علوم رفتاری در دانشگاه استنفورد | همکاری با مرکز مطالعات پیشرفته علوم رفتاری در دانشگاه استنفورد | همکاری با مرکز مطالعات پیشرفته علوم رفتاری در دانشگاه استنفورد | همکاری با مرکز مطالعات پیشرفته علوم رفتاری در دانشگاه استنفورد |
| ۱۹۹۰      | انتشار کتاب نهادها، تغییرات نهادی و عملکرد اقتصادی | انتشار کتاب نهادها، تغییرات نهادی و عملکرد اقتصادی | انتشار کتاب نهادها، تغییرات نهادی و عملکرد اقتصادی | انتشار کتاب نهادها، تغییرات نهادی و عملکرد اقتصادی | انتشار کتاب نهادها، تغییرات نهادی و عملکرد اقتصادی | انتشار کتاب نهادها، تغییرات نهادی و عملکرد اقتصادی |
| ۱۹۹۱      | دریافت جایزه جان آر کامونز (به عنوان اولین اقتصاددان رشته تاریخ اقتصاد که این جایزه را دریافت کرده)                                                                                         | دریافت جایزه جان آر کامونز (به عنوان اولین اقتصاددان رشته تاریخ اقتصاد که این جایزه را دریافت کرده)                                                                                         | دریافت جایزه جان آر کامونز (به عنوان اولین اقتصاددان رشته تاریخ اقتصاد که این جایزه را دریافت کرده)                                                                                         | دریافت جایزه جان آر کامونز (به عنوان اولین اقتصاددان رشته تاریخ اقتصاد که این جایزه را دریافت کرده)                                                                                         | دریافت جایزه جان آر کامونز (به عنوان اولین اقتصاددان رشته تاریخ اقتصاد که این جایزه را دریافت کرده)                                                                                         | دریافت جایزه جان آر کامونز (به عنوان اولین اقتصاددان رشته تاریخ اقتصاد که این جایزه را دریافت کرده)                                                                                         |
| ۱۹۹۳      | دریافت جایزه نوبل اقتصاد (به همراه رابرت فوگل) | دریافت جایزه نوبل اقتصاد (به همراه رابرت فوگل) | دریافت جایزه نوبل اقتصاد (به همراه رابرت فوگل) | دریافت جایزه نوبل اقتصاد (به همراه رابرت فوگل) | دریافت جایزه نوبل اقتصاد (به همراه رابرت فوگل) | دریافت جایزه نوبل اقتصاد (به همراه رابرت فوگل) |
| ۱۹۹۵      | آغاز همکاری با انستیتو هوور در دانشگاه استنفورد به عنوان همکار پژوهشی ارشد؛ این همکاری تا آخر عمر ادامه پیدا کرد                                                                            | آغاز همکاری با انستیتو هوور در دانشگاه استنفورد به عنوان همکار پژوهشی ارشد؛ این همکاری تا آخر عمر ادامه پیدا کرد                                                                            | آغاز همکاری با انستیتو هوور در دانشگاه استنفورد به عنوان همکار پژوهشی ارشد؛ این همکاری تا آخر عمر ادامه پیدا کرد                                                                            | آغاز همکاری با انستیتو هوور در دانشگاه استنفورد به عنوان همکار پژوهشی ارشد؛ این همکاری تا آخر عمر ادامه پیدا کرد                                                                            | آغاز همکاری با انستیتو هوور در دانشگاه استنفورد به عنوان همکار پژوهشی ارشد؛ این همکاری تا آخر عمر ادامه پیدا کرد                                                                            | آغاز همکاری با انستیتو هوور در دانشگاه استنفورد به عنوان همکار پژوهشی ارشد؛ این همکاری تا آخر عمر ادامه پیدا کرد                                                                            |
| ۱۹۹۶      | به عنوان عضو آکادمی انگلیس انتخاب شد | به عنوان عضو آکادمی انگلیس انتخاب شد | به عنوان عضو آکادمی انگلیس انتخاب شد | به عنوان عضو آکادمی انگلیس انتخاب شد | به عنوان عضو آکادمی انگلیس انتخاب شد | به عنوان عضو آکادمی انگلیس انتخاب شد |
| ۱۹۹۷      | مشاور گزارش توسعه جهانی ۱۹۹۷: دولت در دنیای متغیر، بانک جهانی | مشاور گزارش توسعه جهانی ۱۹۹۷: دولت در دنیای متغیر، بانک جهانی | مشاور گزارش توسعه جهانی ۱۹۹۷: دولت در دنیای متغیر، بانک جهانی | مشاور گزارش توسعه جهانی ۱۹۹۷: دولت در دنیای متغیر، بانک جهانی | مشاور گزارش توسعه جهانی ۱۹۹۷: دولت در دنیای متغیر، بانک جهانی | مشاور گزارش توسعه جهانی ۱۹۹۷: دولت در دنیای متغیر، بانک جهانی |
| ۱۹۹۷      | تأسیس انجمن بین‌المللی اقتصاد نوین نهادی به همراه رونالد کوز (برنده جایزه نوبل در سال ۱۹۹۱)                                                                                                  | | | | | |
| ۲۰۰۲      | دریافت جایزه «جستجوی» انجمن ویلیام گرین لایف دانشگاه واشینگتن در سن‌لوئیس | دریافت جایزه «جستجوی» انجمن ویلیام گرین لایف دانشگاه واشینگتن در سن‌لوئیس | دریافت جایزه «جستجوی» انجمن ویلیام گرین لایف دانشگاه واشینگتن در سن‌لوئیس | دریافت جایزه «جستجوی» انجمن ویلیام گرین لایف دانشگاه واشینگتن در سن‌لوئیس | دریافت جایزه «جستجوی» انجمن ویلیام گرین لایف دانشگاه واشینگتن در سن‌لوئیس | دریافت جایزه «جستجوی» انجمن ویلیام گرین لایف دانشگاه واشینگتن در سن‌لوئیس |
| ۲۰۰۳      | دریافت درجه افتخاری دکترای علوم انسانی، دانشگاه واشینگتن در سن‌لوئیس، میسوری | دریافت درجه افتخاری دکترای علوم انسانی، دانشگاه واشینگتن در سن‌لوئیس، میسوری | دریافت درجه افتخاری دکترای علوم انسانی، دانشگاه واشینگتن در سن‌لوئیس، میسوری | دریافت درجه افتخاری دکترای علوم انسانی، دانشگاه واشینگتن در سن‌لوئیس، میسوری | دریافت درجه افتخاری دکترای علوم انسانی، دانشگاه واشینگتن در سن‌لوئیس، میسوری | دریافت درجه افتخاری دکترای علوم انسانی، دانشگاه واشینگتن در سن‌لوئیس، میسوری |
| ۲۰۰۴      | همکاری با پروژه اجماع کپنهاگ ۱ (اولویت‌بندی مشکلات جهانی) | همکاری با پروژه اجماع کپنهاگ ۱ (اولویت‌بندی مشکلات جهانی) | همکاری با پروژه اجماع کپنهاگ ۱ (اولویت‌بندی مشکلات جهانی) | همکاری با پروژه اجماع کپنهاگ ۱ (اولویت‌بندی مشکلات جهانی) | همکاری با پروژه اجماع کپنهاگ ۱ (اولویت‌بندی مشکلات جهانی) | همکاری با پروژه اجماع کپنهاگ ۱ (اولویت‌بندی مشکلات جهانی) |
| ۲۰۰۵      | انتشار کتاب فهم فرایند تحول اقتصادی | انتشار کتاب فهم فرایند تحول اقتصادی | انتشار کتاب فهم فرایند تحول اقتصادی | انتشار کتاب فهم فرایند تحول اقتصادی | انتشار کتاب فهم فرایند تحول اقتصادی | انتشار کتاب فهم فرایند تحول اقتصادی |
| ۲۰۰۸      | همکاری با پروژه اجماع کپنهاگ ۲ (اولویت‌بندی مشکلات جهانی) | همکاری با پروژه اجماع کپنهاگ ۲ (اولویت‌بندی مشکلات جهانی) | همکاری با پروژه اجماع کپنهاگ ۲ (اولویت‌بندی مشکلات جهانی) | همکاری با پروژه اجماع کپنهاگ ۲ (اولویت‌بندی مشکلات جهانی) | همکاری با پروژه اجماع کپنهاگ ۲ (اولویت‌بندی مشکلات جهانی) | همکاری با پروژه اجماع کپنهاگ ۲ (اولویت‌بندی مشکلات جهانی) |
| ۲۰۰۸      | همکاری در پروژه «راهنمای بخشش» اجماع کپنهاگ (اولویت‌بندی کارهای خیریه با توجه به نتایج پروژه اجماع کپنهاگ ۲)                                                                                 | | | | | |
| ۲۰۰۹      | انتشار کتاب خشونت و نظم‌های اجتماعی: چارچوبی مفهومی برای تفسیر تاریخ ثبت شده بشر (با جان جی والیس و باری آر وینگاست)                                                                         | انتشار کتاب خشونت و نظم‌های اجتماعی: چارچوبی مفهومی برای تفسیر تاریخ ثبت شده بشر (با جان جی والیس و باری آر وینگاست)                                                                         | انتشار کتاب خشونت و نظم‌های اجتماعی: چارچوبی مفهومی برای تفسیر تاریخ ثبت شده بشر (با جان جی والیس و باری آر وینگاست)                                                                         | انتشار کتاب خشونت و نظم‌های اجتماعی: چارچوبی مفهومی برای تفسیر تاریخ ثبت شده بشر (با جان جی والیس و باری آر وینگاست)                                                                         | انتشار کتاب خشونت و نظم‌های اجتماعی: چارچوبی مفهومی برای تفسیر تاریخ ثبت شده بشر (با جان جی والیس و باری آر وینگاست)                                                                         | انتشار کتاب خشونت و نظم‌های اجتماعی: چارچوبی مفهومی برای تفسیر تاریخ ثبت شده بشر (با جان جی والیس و باری آر وینگاست)                                                                         |
| ۲۰۱۲      | انتشار کتاب سیاست، اقتصاد، و مسایل توسعه در سایه خشونت (با جان جی والیس، استیون بی. وب و باری آر وینگاست)                                                                                   | انتشار کتاب سیاست، اقتصاد، و مسایل توسعه در سایه خشونت (با جان جی والیس، استیون بی. وب و باری آر وینگاست)                                                                                   | انتشار کتاب سیاست، اقتصاد، و مسایل توسعه در سایه خشونت (با جان جی والیس، استیون بی. وب و باری آر وینگاست)                                                                                   | انتشار کتاب سیاست، اقتصاد، و مسایل توسعه در سایه خشونت (با جان جی والیس، استیون بی. وب و باری آر وینگاست)                                                                                   | انتشار کتاب سیاست، اقتصاد، و مسایل توسعه در سایه خشونت (با جان جی والیس، استیون بی. وب و باری آر وینگاست)                                                                                   | انتشار کتاب سیاست، اقتصاد، و مسایل توسعه در سایه خشونت (با جان جی والیس، استیون بی. وب و باری آر وینگاست)                                                                                   |
| ۲۰۱۵      | درگذشت در بنزونیا، میشیگان | درگذشت در بنزونیا، میشیگان | درگذشت در بنزونیا، میشیگان | درگذشت در بنزونیا، میشیگان | درگذشت در بنزونیا، میشیگان | درگذشت در بنزونیا، میشیگان |